# Clasificación para el Campeonato Europeo de Baloncesto Masculino de 2025
La Clasificación para el Campeonato Europeo de Baloncesto Masculino de 2025 es una competición de baloncesto que se jugó desde noviembre de 2021 hasta febrero de 2025 y sirvió para determinar los 20 países miembros de FIBA Europa que se unirán a los coanfitriones automáticamente clasificados Chipre, Finlandia, Polonia y Letonia en el torneo final del EuroBasket 2025.

## Calendario
| Ronda                            | Fecha                                         | Participantes                                           |
| -------------------------------- | --------------------------------------------- | ------------------------------------------------------- |
| Primera ronda pre-clasificatoria | 25 de noviembre de 2021 – 3 de julio de 2022  | 10 equipos (2 grupos de 3 equipos 1 grupo de 4 equipos) |
| Segunda ronda pre-clasificatoria | 25 de agosto de 2022 – 26 de febrero de 2023  | 12 equipos (3 grupos de 4 equipos)                      |
| Tercera ronda pre-clasificatoria | 19 de julio – 5 de agosto de 2023             | 12 equipos (4 grupos de 3 equipos)                      |
| Clasificación                    | 22 de febrero de 2024 – 24 de febrero de 2025 | 32 equipos (8 grupos de 4 equipos)                      |

## Preclasificatorios
Los pre-clasificatorios se jugarán en tres rondas, y ocho equipos avanzarán a los clasificatorios.

### Primera ronda
Las selecciones que quedaron eliminadas del torneo pre-clasificatorio del mundial de 2023 y las que no participaron en la fase, jugarán estas rondas preliminares entre noviembre de 2021 y julio de 2022. El vencedor de cada grupo, los dos mejores segundos y Chipre (como país anfitrión) clasificarán a la segunda ronda. Los otros cuatro equipos pasarán a la tercera ronda.

#### Sorteo
El sorteo tuvo lugar el 20 de agosto de 2021. Los cabezas de serie se definieron según su posición en el Ranking FIBA a 9 de agosto de 2021.
| Equipo    | Pos |
| --------- | --- |
| Rumania   | 54  |
| Dinamarca | 55  |
| Suiza     | 60  |

| Equipo     | Pos |
| ---------- | --- |
| Austria    | 61  |
| Kosovo     | 70  |
| Luxemburgo | 74  |

| Equipo  | Pos |
| ------- | --- |
| Chipre  | 79  |
| Noruega | 89  |
| Albania | 105 |

| Equipo  | Pos |
| ------- | --- |
| Irlanda | 107 |

#### Grupo A
| Pos. | Equipo  | PJ | G | P | PF  | PC  | DP  | Pts | Clasificación                |
| ---- | ------- | -- | - | - | --- | --- | --- | --- | ---------------------------- |
| 1    | Austria | 6  | 5 | 1 | 494 | 406 | +88 | 11  | Segunda ronda                |
| 2    | Suiza   | 6  | 4 | 2 | 444 | 409 | +35 | 10  | Segunda ronda                |
| 3    | Irlanda | 6  | 2 | 4 | 454 | 508 | −54 | 8   | Tercera ronda                |
| 4    | Chipre  | 6  | 1 | 5 | 388 | 457 | −69 | 7   | Segunda ronda como anfitrión |

 Fuente: FIBA
Criterios de clasificación: 1) Puntos; 2) Enfrentamientos directos; 3) Diferencia de puntos; 4) Puntos anotados.
Primera ventana
| 25 de noviembre de 2021 | Chipre                                                    | 73–81                                 | Irlanda                                                       | Nicosia |  |
| 19:00                   | Parciales: 17–20, 14–24, 19–22, 23–15                     | Parciales: 17–20, 14–24, 19–22, 23–15 | Parciales: 17–20, 14–24, 19–22, 23–15                         | |  |
|                         | Estadísticas Giannaras 16 Koumis 8 Michail 5 Giannaras 14 | Reporte Pts Reb Asts Val              | Estadísticas 21 Blount 12 Carroll 7 Hosford 17 Blount, Badmus | Pabellón: Pabellón cubierto Eleftheria Asistencia: 1000 espectadores Árbitros: Ofer Manheim Ilya Putenko Zoran Mitrovski |  |

| 25 de noviembre de 2021 | Austria                                                      | 80–64                                 | Suiza                                                | Schwechat                                                              |  |
| 20:15                   | Parciales: 18–15, 26–14, 21–20, 15–15                        | Parciales: 18–15, 26–14, 21–20, 15–15 | Parciales: 18–15, 26–14, 21–20, 15–15                |                                                                        |  |
|                         | Estadísticas Vujošević 20 Mbemba 12 Vujošević 6 Vujošević 22 | Reporte Pts Reb Asts Val              | Estadísticas 13 Kovac 8 Cotture 6 Cotture 16 Cotture | Pabellón: Multiversum Árbitros: Blaž Zupančič Nikola Perlić Jan Baloun |  |

| 28 de noviembre de 2021 | Suiza                                                                       | 66–43                               | Chipre                                                            | Friburgo |  |
| 17:00                   | Parciales: 21–11, 20–20, 11–4, 14–8                                         | Parciales: 21–11, 20–20, 11–4, 14–8 | Parciales: 21–11, 20–20, 11–4, 14–8                               | |  |
|                         | Estadísticas Kovac 16 Fofana, Jurkovitz 7 Cotture, Jurkovitz 3 Jurkovitz 17 | Reporte Pts Reb Asts Val            | Estadísticas 6 cuatro jugadores 6 Mantovani 2 Michail 9 Mantovani | Pabellón: Site Sportif Saint-Léonard Asistencia: 1725 espectadores Árbitros: Ciprian Stoica Franko Gracin Alberto Sánchez Sixto |  |

| 28 de noviembre de 2021 | Irlanda                                              | 70–97                                | Austria                                                   | Dublín |  |
| 17:00                   | Parciales: 13–28, 28–15, 9–30, 20–24                 | Parciales: 13–28, 28–15, 9–30, 20–24 | Parciales: 13–28, 28–15, 9–30, 20–24                      | |  |
|                         | Estadísticas Carroll 23 Carroll 9 Flood 4 Carroll 25 | Reporte Pts Reb Asts Val             | Estadísticas 25 Klepeisz 8 Poljak 8 Vujošević 26 Klepeisz | Pabellón: National Basketball Arena Asistencia: 700 espectadores Árbitros: Francisco Araña Nikola Bejat Łukasz Jankowski |  |

Segunda ventana
| 24 de febrero de 2022 | Chipre                                                         | 77–86                                 | Austria                                                   | Nicosia |  |
| 19:00                 | Parciales: 15–22, 19–25, 17–21, 26–18                          | Parciales: 15–22, 19–25, 17–21, 26–18 | Parciales: 15–22, 19–25, 17–21, 26–18                     | |  |
|                       | Estadísticas Simitzis 20 Panteli 8 Panteli 5 tres jugadores 16 | Reporte Pts Reb Asts Val              | Estadísticas 21 Vujošević 7 Rados 6 Klepeisz 25 Vujošević | Pabellón: Pabellón cubierto Eleftheria Asistencia: 300 espectadores Árbitros: Sergey Mikhaylov Nemanja Ninković Nir Meirson |  |

| 24 de febrero de 2022 | Suiza                                                 | 83–72                                 | Irlanda                                          | Friburgo |  |
| 19:30                 | Parciales: 28–14, 13–23, 20–15, 22–20                 | Parciales: 28–14, 13–23, 20–15, 22–20 | Parciales: 28–14, 13–23, 20–15, 22–20            | |  |
|                       | Estadísticas Mlađan 24 Jurkovitz 10 Zinn 10 Mlađan 25 | Reporte Pts Reb Asts Val              | Estadísticas 20 Badmus 9 Blount 5 Flood 26 Flood | Pabellón: Site Sportif Saint-Léonard Asistencia: 768 espectadores Árbitros: Alfred Jovović Anastasios Kardaris Javier Torres Sánchez |  |

| 27 de febrero de 2022 | Suiza                                                  | 80–61                                | Austria                                                       | Friburgo |  |
| 16:00                 | Parciales: 23–18, 17–18, 26–7, 14–18                   | Parciales: 23–18, 17–18, 26–7, 14–18 | Parciales: 23–18, 17–18, 26–7, 14–18                          | |  |
|                       | Estadísticas Kovac 18 Jurkovitz 7 Cotture 5 Cotture 17 | Reporte Pts Reb Asts Val             | Estadísticas 14 Murati 6 Ogunsipe 3 Klepeisz 9 Murati, Mbemba | Pabellón: Site Sportif Saint-Léonard Asistencia: 1417 espectadores Árbitros: Petros Papapetrou Ofer Manheim Alessandro Perciavalle |  |

| 27 de febrero de 2022 | Irlanda                                                     | TE 83–75                                            | Chipre                                                             | Dublín |  |
| 17:00                 | Parciales: 15–15, 23–11, 10–21, 16–17 (T.E.: 19–11)         | Parciales: 15–15, 23–11, 10–21, 16–17 (T.E.: 19–11) | Parciales: 15–15, 23–11, 10–21, 16–17 (T.E.: 19–11)                | |  |
|                       | Estadísticas Carroll 17 Badmus 12 Flood 6 Blount, Badmus 18 | Reporte Pts Reb Asts Val                            | Estadísticas 14 Iliadis 6 tres jugadores 2 tres jugadores 14 Muosa | Pabellón: National Basketball Arena Asistencia: 1000 espectadores Árbitros: Viola Györgyi Alexandre Maret Simon Unsworth |  |

Tercera ventana
| 30 de junio de 2022 | Austria                                            | 92–66                                 | Irlanda                                                    | Salzburgo |  |
| 20:20               | Parciales: 23–22, 28–13, 20–15, 21–16              | Parciales: 23–22, 28–13, 20–15, 21–16 | Parciales: 23–22, 28–13, 20–15, 21–16                      | |  |
|                     | Estadísticas Pöltl 14 Pöltl 11 Klepeisz 6 Pöltl 18 | Reporte Pts Reb Asts Val              | Estadísticas 15 Badmus 7 Badmus 3 Fulton, Hanley 14 Fulton | Pabellón: Sporthalle Alpenstraße Asistencia: 1200 espectadores Árbitros: Zoran Mitrovski Emmouil Tsolakos Pavel Fúska |  |

| 30 de junio de 2022 | Chipre                                                              | 71–63                                | Suiza                                                     | Nicosia |  |
| 21:00               | Parciales: 22–21, 21–19, 11–6, 17–17                                | Parciales: 22–21, 21–19, 11–6, 17–17 | Parciales: 22–21, 21–19, 11–6, 17–17                      | |  |
|                     | Estadísticas Stylianou 14 Mantovani 7 tres jugadores 3 Mantovani 16 | Reporte Pts Reb Asts Val             | Estadísticas 17 Nzege, Kazadi 12 Mbala 8 Kazadi 21 Kazadi | Pabellón: Pabellón cubierto Eleftheria Asistencia: 800 espectadores Árbitros: Mart Uuehendrik Jan Baloun Ofer Manheim |  |

| 3 de julio de 2022 | Irlanda                                            | 82–88                                 | Suiza                                             | Dublín |  |
| 17:15              | Parciales: 25–25, 22–20, 18–30, 17–13              | Parciales: 25–25, 22–20, 18–30, 17–13 | Parciales: 25–25, 22–20, 18–30, 17–13             | |  |
|                    | Estadísticas Badmus 23 Igiehon 7 Flood 4 Badmus 26 | Reporte Pts Reb Asts Val              | Estadísticas 22 Kovac 8 Kazadi 9 Kazadi 29 Kazadi | Pabellón: National Basketball Arena Asistencia: 1300 espectadores Árbitros: Ciprian Stoica Alberto Sánchez Sixto Stylianos Simeonidis |  |

| 3 de julio de 2022 | Austria                                                  | 78–49                                | Chipre                                                              | Salzburgo |  |
| 18:00              | Parciales: 19–15, 18–5, 21–15, 20–14                     | Parciales: 19–15, 18–5, 21–15, 20–14 | Parciales: 19–15, 18–5, 21–15, 20–14                                | |  |
|                    | Estadísticas Poljak, Lohr 11 Pöltl 18 Käferle 7 Pöltl 25 | Reporte Pts Reb Asts Val             | Estadísticas 14 Simitzis 7 Stylianou 4 Tigkas 9 Simitzis, Giannaras | Pabellón: Sporthalle Alpenstraße Asistencia: 1500 espectadores Árbitros: Sergii Zashchuk Francisco Araña Alin Faur |  |

#### Grupo B
| Pos. | Equipo     | PJ | G | P | PF  | PC  | DP  | Pts | Clasificación |
| ---- | ---------- | -- | - | - | --- | --- | --- | --- | ------------- |
| 1    | Rumania    | 4  | 4 | 0 | 328 | 283 | +45 | 8   | Segunda ronda |
| 2    | Luxemburgo | 4  | 1 | 3 | 312 | 318 | −6  | 5   | Tercera ronda |
| 3    | Albania    | 4  | 1 | 3 | 313 | 352 | −39 | 5   | Tercera ronda |

 Fuente: FIBA
Criterios de clasificación: 1) Puntos; 2) Enfrentamientos directos; 3) Diferencia de puntos; 4) Puntos anotados.
Notas:
1. 1 2  Luxemburgo 175–167 Albania

Primera ventana
| 25 de noviembre de 2021 | Albania                                                   | 92–89                                 | Luxemburgo                                 | Durrës |  |
| 18:00                   | Parciales: 27–26, 21–20, 20–28, 24–15                     | Parciales: 27–26, 21–20, 20–28, 24–15 | Parciales: 27–26, 21–20, 20–28, 24–15      | |  |
|                         | Estadísticas Pullazi 23 Lekndreaj 9 Shestani 4 Pullazi 24 | Reporte Pts Reb Asts Val              | Estadísticas 25 Rugg 7 Rugg 8 Grün 30 Rugg | Pabellón: Dhimitraq Goga Sports Palace Asistencia: 300 espectadores Árbitros: Goran Šljivić Can Mavisu Anastasios Kardaris |  |

| 28 de noviembre de 2021 | Luxemburgo                                               | 70–73                                 | Rumania                                                    | Ciudad de Luxemburgo                                                                                              |  |
| 17:00                   | Parciales: 25–15, 15–29, 18–14, 12–15                    | Parciales: 25–15, 15–29, 18–14, 12–15 | Parciales: 25–15, 15–29, 18–14, 12–15                      | |  |
|                         | Estadísticas Laurent 19 Laurent, Kovac 7 Grün 7 Kovac 19 | Reporte Pts Reb Asts Val              | Estadísticas 16 Richard 8 Cățe 5 Gheorghe 16 Cățe, Măciucă | Pabellón: D'Coque Asistencia: 1113 espectadores Árbitros: Nemanja Ninković Alessandro Perciavalle Alexandre Maret |  |

Segunda ventana
| 24 de febrero de 2022 | Rumania                                                  | 101–84                                | Albania                                                         | Ploiești |  |
| 18:00                 | Parciales: 28–29, 24–27, 25–14, 24–14                    | Parciales: 28–29, 24–27, 25–14, 24–14 | Parciales: 28–29, 24–27, 25–14, 24–14                           | |  |
|                       | Estadísticas Török 16 Cățe 10 Tohatan, Richard 7 Cățe 27 | Reporte Pts Reb Asts Val              | Estadísticas 20 Dusha 8 Hysenagolli 3 Lekndreaj, Moore 17 Dusha | Pabellón: Olimpia Sports Hall Asistencia: 750 espectadores Árbitros: Ilya Putenko Ali Şakacı Milosav Kaluđerović |  |

| 27 de febrero de 2022 | Luxemburgo                                     | 86–75                                 | Albania                                                         | Ciudad de Luxemburgo                                                                                    |  |
| 17:00                 | Parciales: 21–26, 27–15, 21–14, 17–20          | Parciales: 21–26, 27–15, 21–14, 17–20 | Parciales: 21–26, 27–15, 21–14, 17–20                           | |  |
|                       | Estadísticas Rugg 33 Rugg 12 Melcher 9 Rugg 39 | Reporte Pts Reb Asts Val              | Estadísticas 18 Moore 8 Hysenagolli 3 tres jugadores 15 Pullazi | Pabellón: D'Coque Asistencia: 1617 espectadores Árbitros: Francisco Araña Nikola Bejat Bert van Slooten |  |

Tercera ventana
| 30 de junio de 2022 | Rumania                                                  | 78–67                                 | Luxemburgo                                 | Timișoara |  |
| 19:00               | Parciales: 12–15, 19–16, 21–15, 16–21                    | Parciales: 12–15, 19–16, 21–15, 16–21 | Parciales: 12–15, 19–16, 21–15, 16–21      | |  |
|                     | Estadísticas Torok 21 Cățe 10 Tohătan 8 Cate, Măciucă 20 | Reporte Pts Reb Asts Val              | Estadísticas 29 Rugg 9 Rugg 4 Grün 30 Rugg | Pabellón: Constantin Jude Sports Hall Asistencia: 1500 espectadores Árbitros: Sergii Zashchuk Anastasios Kardaris Nir Meirson |  |

| 3 de julio de 2022 | Albania                                                 | 62–76                                | Rumania                                         | Durrës |  |
| 20:30              | Parciales: 18–21, 20–20, 8–15, 16–20                    | Parciales: 18–21, 20–20, 8–15, 16–20 | Parciales: 18–21, 20–20, 8–15, 16–20            | |  |
|                    | Estadísticas Taflaj 12 Hamati, Pullazi 7 Hysa 4 Hysa 13 | Reporte Pts Reb Asts Val             | Estadísticas 22 Olah 9 Torok 11 Tohătan 28 Olah | Pabellón: Dhimitraq Goga Sports Palace Asistencia: 300 espectadores Árbitros: Petros Papapetrou Mladen Lučić Hrvoje Čavar |  |

#### Grupo C
| Pos. | Equipo    | PJ | G | P | PF  | PC  | DP  | Pts | Clasificación |
| ---- | --------- | -- | - | - | --- | --- | --- | --- | ------------- |
| 1    | Dinamarca | 4  | 3 | 1 | 326 | 279 | +47 | 7   | Segunda ronda |
| 2    | Noruega   | 4  | 2 | 2 | 311 | 317 | −6  | 6   | Segunda ronda |
| 3    | Kosovo    | 4  | 1 | 3 | 318 | 359 | −41 | 5   | Tercera ronda |

 Fuente: FIBA
Criterios de clasificación: 1) Puntos; 2) Enfrentamientos directos; 3) Diferencia de puntos; 4) Puntos anotados.
Primera ventana
| 25 de noviembre de 2021 | Noruega                                      | 86–77                                 | Kosovo                                                 | Bergen |  |
| 19:00                   | Parciales: 17–22, 25–11, 27–19, 17–25        | Parciales: 17–22, 25–11, 27–19, 17–25 | Parciales: 17–22, 25–11, 27–19, 17–25                  | |  |
|                         | Estadísticas Ndow 19 Ndow 9 Jawara 7 Ndow 25 | Reporte Pts Reb Asts Val              | Estadísticas 20 Berisha 7 Berisha 5 Berisha 18 Berisha | Pabellón: Haukelandshallen Asistencia: 2143 espectadores Árbitros: Vilius Mačiulaitis Mart Uuehendrik James Kerry Dominique |  |

| 28 de noviembre de 2021 | Kosovo                                                        | 78–73                                 | Dinamarca                                                                  | Pristina |  |
| 19:00                   | Parciales: 18–17, 20–16, 22–13, 18–27                         | Parciales: 18–17, 20–16, 22–13, 18–27 | Parciales: 18–17, 20–16, 22–13, 18–27                                      | |  |
|                         | Estadísticas Berisha 16 tres jugadores 5 Berisha 5 Bunjaku 21 | Reporte Pts Reb Asts Val              | Estadísticas 24 Mortensen 10 Midtgaard 4 tres jugadores 16 Aris, Mortensen | Pabellón: Palace of Youth and Sports Asistencia: 550 espectadores Árbitros: Petros Papapetrou Ali Şakacı Pavel Fúska |  |

Segunda ventana
| 24 de febrero de 2022 | Dinamarca                                                      | 84–68                                 | Noruega                                                   | Næstved                                                                                 |  |
| 19:00                 | Parciales: 18–17, 20–17, 25–20, 21–14                          | Parciales: 18–17, 20–17, 25–20, 21–14 | Parciales: 18–17, 20–17, 25–20, 21–14                     |                                                                                         |  |
|                       | Estadísticas Klussmann, Zohore 13 Zohore 11 Zohore 4 Zohore 19 | Reporte Pts Reb Asts Val              | Estadísticas 23 Frey 10 Jawara 5 Jawara 21 tres jugadores | Pabellón: Arena Næstved Árbitros: Marko Vučković Łukasz Jankowski Alberto Sánchez Sixto |  |

| 27 de febrero de 2022 | Kosovo                                                             | 92–95 TE                                            | Noruega                                             | Mitrovicë |  |
| 19:00                 | Parciales: 27–15, 19–16, 18–25, 17–25 (T.E.: 11-14)                | Parciales: 27–15, 19–16, 18–25, 17–25 (T.E.: 11-14) | Parciales: 27–15, 19–16, 18–25, 17–25 (T.E.: 11-14) | |  |
|                       | Estadísticas Berisha 27 Bamforth 8 Bamforth 5 Kastrati, Hajrizi 21 | Reporte Pts Reb Asts Val                            | Estadísticas 38 Frey 10 Ndow 4 Jawara 33 Frey       | Pabellón: Minatori Sports Hall Asistencia: 1500 espectadores Árbitros: Ciprian Stoica Zoran Mitrovski Stylianos Simeonidis |  |

Tercera ventana
| 30 de junio de 2022 | Dinamarca                                              | 105–71                                | Kosovo                                                               | Næstved |  |
| 19:00               | Parciales: 26–19, 20–17, 30–17, 29–18                  | Parciales: 26–19, 20–17, 30–17, 29–18 | Parciales: 26–19, 20–17, 30–17, 29–18                                | |  |
|                     | Estadísticas Larsen 20 Larsen 10 Mortensen 6 Larsen 26 | Reporte Pts Reb Asts Val              | Estadísticas 17 Berisha, Hajrizi 7 Morina, Ukaj 7 Berisha 16 Hajrizi | Pabellón: Arena Næstved Asistencia: 1180 espectadores Árbitros: Gintaras Vitkauskas Javier Torres Sánchez Alexandre Maret |  |

| 3 de julio de 2022 | Noruega                                              | 62–64                                | Dinamarca                                                   | Oslo |  |
| 18:00              | Parciales: 13–14, 9–24, 12–14, 28–12                 | Parciales: 13–14, 9–24, 12–14, 28–12 | Parciales: 13–14, 9–24, 12–14, 28–12                        | |  |
|                    | Estadísticas Frey 16 Dolven, Berg 7 Jawara 8 Berg 18 | Reporte Pts Reb Asts Val             | Estadísticas 19 Zohore 11 Zohore 3 tres jugadores 26 Zohore | Pabellón: Jordal Amfi Asistencia: 4350 espectadores Árbitros: Vilius Mačiulaitis Zdenko Tomašovič Andrea Bongiorni |  |

#### Ranking de los mejores segundos
Los partidos contra el cuarto equipo del grupo A no se incluyen en este ranking.
| Pos. | Equipo     | PJ | G | P | PF  | PC  | DP  | Pts | Clasificación |
| ---- | ---------- | -- | - | - | --- | --- | --- | --- | ------------- |
| 1    | Suiza      | 4  | 3 | 1 | 315 | 295 | +20 | 7   | Segunda ronda |
| 2    | Noruega    | 4  | 2 | 2 | 311 | 317 | −6  | 6   | Segunda ronda |
| 3    | Luxemburgo | 4  | 1 | 3 | 312 | 318 | −6  | 5   | Tercera ronda |

 Fuente: FIBA
Criterios de clasificación: 1) Puntos; 2) Enfrentamientos directos; 3) Diferencia de puntos; 4) Puntos anotados.

### Segunda ronda
La segunda ronda de esta fase estuvo compuesta por los cinco equipos clasificados de la primera ronda (más el anfitrión Chipre) y se sumaron los ocho equipos eliminados de la primera ronda de la clasificación para la Copa Mundial 2023.
| Método de clasificación                                                     | Equipos             |
| --------------------------------------------------------------------------- | ------------------- |
| País anfitrión                                                              | Chipre              |
| Avanzó desde la primera ronda                                               | Austria             |
| Avanzó desde la primera ronda                                               | Dinamarca           |
| Avanzó desde la primera ronda                                               | Noruega             |
| Avanzó desde la primera ronda                                               | Rumania             |
| Avanzó desde la primera ronda                                               | Suiza               |
| Eliminado de la primera ronda de la clasificación para la Copa Mundial 2023 | Bulgaria            |
| Eliminado de la primera ronda de la clasificación para la Copa Mundial 2023 | Croacia             |
| Eliminado de la primera ronda de la clasificación para la Copa Mundial 2023 | Eslovaquia          |
| Eliminado de la primera ronda de la clasificación para la Copa Mundial 2023 | Macedonia del Norte |
| Eliminado de la primera ronda de la clasificación para la Copa Mundial 2023 | Polonia             |
| Eliminado de la primera ronda de la clasificación para la Copa Mundial 2023 | Portugal            |

Los equipos se dividirán en tres grupos de cuatro equipos, donde los tres vencedores de cada grupo, junto con el país anfitrión, Chipre, accederán a la ronda clasificatoria del EuroBasket. El resto pasarán a la tercera ronda. El sorteo de grupos tuvo lugar el 14 de julio de 2022.

#### Grupo D
| Pos. | Equipo              | PJ | G | P | GF  | GC  | DG  | Pts | Clasificación   |
| ---- | ------------------- | -- | - | - | --- | --- | --- | --- | --------------- |
| 1    | Macedonia del Norte | 6  | 5 | 1 | 436 | 375 | +61 | 11  | Clasificatorios |
| 2    | Eslovaquia          | 6  | 4 | 2 | 439 | 436 | +3  | 10  | Tercera ronda   |
| 3    | Noruega             | 6  | 2 | 4 | 380 | 417 | −37 | 8   | Tercera ronda   |
| 4    | Dinamarca           | 6  | 1 | 5 | 426 | 453 | −27 | 7   | Tercera ronda   |

 Fuente: FIBA
Criterios de clasificación: 1) Puntos; 2) Enfrentamientos directos; 3) Diferencia de puntos; 4) Puntos anotados.
Primera ventana
| 25 de agosto de 2022 | Eslovaquia                                                | 68–87                                 | Noruega                                       | Levice |  |
| 18:00                | Parciales: 20–21, 13–21, 23–24, 12–21                     | Parciales: 20–21, 13–21, 23–24, 12–21 | Parciales: 20–21, 13–21, 23–24, 12–21         | |  |
|                      | Estadísticas Jones 17 Körner 5 Ihring 8 Ihring, Mokráň 13 | Reporte Pts Reb Asts Val              | Estadísticas 37 Frey 10 Berg 9 Jawara 34 Frey | Pabellón: Športová hala Levice Asistencia: 821 espectadores Árbitros: Mehmet Şahin Franko Gracin Nemanja Ninković |  |

| 25 de agosto de 2022 | Dinamarca                                            | 70–73                                 | Macedonia del Norte                                                    | Næstved                                                                                                 |  |
| 19:00                | Parciales: 18–14, 11–20, 26–21, 15–18                | Parciales: 18–14, 11–20, 26–21, 15–18 | Parciales: 18–14, 11–20, 26–21, 15–18                                  | |  |
|                      | Estadísticas Jukić 20 Lundberg 9 Lundberg 4 Jukić 23 | Reporte Pts Reb Asts Val              | Estadísticas 29 Dimitrijević 5 Maslinko 4 Dimitrijević 25 Dimitrijević | Pabellón: Arena Næstved Asistencia: 1418 espectadores Árbitros: Tanel Suslov Can Mavisu Francisco Araña |  |

| 28 de agosto de 2022 | Noruega                                        | 99–75                                 | Dinamarca                                              | Bergen |  |
| 18:00                | Parciales: 34–21, 23–23, 26–21, 16–10          | Parciales: 34–21, 23–23, 26–21, 16–10 | Parciales: 34–21, 23–23, 26–21, 16–10                  | |  |
|                      | Estadísticas Frey 26 Jawara 7 Jawara 6 Frey 28 | Reporte Pts Reb Asts Val              | Estadísticas 16 Lundberg 9 Larsen 7 Lundberg 18 Larsen | Pabellón: Haukelandshallen Asistencia: 2250 espectadores Árbitros: Mihkel Männiste Mart Uuehendrik Davíð Tómasson |  |

| 28 de agosto de 2022 | Macedonia del Norte                                                    | 79–75                                 | Eslovaquia                                                     | Skopie                                                                                                 |  |
| 19:00                | Parciales: 19–26, 21–20, 19–17, 20–12                                  | Parciales: 19–26, 21–20, 19–17, 20–12 | Parciales: 19–26, 21–20, 19–17, 20–12                          | |  |
|                      | Estadísticas Dimitrijević 20 Jakimovski 5 Dimitrijević 7 Jakimovski 21 | Reporte Pts Reb Asts Val              | Estadísticas 18 Mokráň 11 Mokráň 6 Ihring, Krajčovič 25 Mokráň | Pabellón: SRC Kale Asistencia: 1900 espectadores Árbitros: Ciprian Stoica Özlem Yalman Alexandre Deman |  |

Segunda ventana
| 10 de noviembre de 2022 | Eslovaquia                                                   | 74–70                                 | Dinamarca                                          | Levice |  |
| 18:00                   | Parciales: 23–17, 16–18, 18–11, 17–24                        | Parciales: 23–17, 16–18, 18–11, 17–24 | Parciales: 23–17, 16–18, 18–11, 17–24              | |  |
|                         | Estadísticas Brodziansky 23 Krajčovič 11 Ihring 12 Ihring 21 | Reporte Pts Reb Asts Val              | Estadísticas 21 Jukić 13 Zohore 6 Darboe 17 Zohore | Pabellón: Športová hala Levice Asistencia: 800 espectadores Árbitros: Josip Jurčević Ariadna Chueca Siniša Prpa |  |

| 10 de noviembre de 2022 | Macedonia del Norte                                                       | 58–36                               | Noruega                                            | Gevgelija |  |
| 19:00                   | Parciales: 16–11, 18–7, 11–11, 13–7                                       | Parciales: 16–11, 18–7, 11–11, 13–7 | Parciales: 16–11, 18–7, 11–11, 13–7                | |  |
|                         | Estadísticas Krstevski, Stojanovski 14 Krstevski 10 Shorts 8 Krstevski 19 | Reporte Pts Reb Asts Val            | Estadísticas 11 Frey, Jawara 7 Berg 3 Frey 10 Berg | Pabellón: Sports Hall "26th April" Asistencia: 1000 espectadores Árbitros: Łukasz Jankowski Valentin Oliot Jan Baloun |  |

| 13 de noviembre de 2022 | Noruega                                     | 56–68                                 | Eslovaquia                                                  | Bergen |  |
| 18:00                   | Parciales: 20–16, 13–20, 13–14, 10–18       | Parciales: 20–16, 13–20, 13–14, 10–18 | Parciales: 20–16, 13–20, 13–14, 10–18                       | |  |
|                         | Estadísticas Ndow 17 Berg 10 Frey 5 Ndow 15 | Reporte Pts Reb Asts Val              | Estadísticas 20 Brodziansky 12 Mokráň 5 Krajčovič 25 Mokráň | Pabellón: Haukelandshallen Asistencia: 2053 espectadores Árbitros: Gintaras Vitkauskas Alberto Sánchez Sixto Blaž Zupančič |  |

| 13 de noviembre de 2022 | Macedonia del Norte                                  | TE 74–71                                           | Dinamarca                                            | Gevgelija |  |
| 19:00                   | Parciales: 14–20, 18–17, 16–17, 16–10 (T.E.: 10–7)   | Parciales: 14–20, 18–17, 16–17, 16–10 (T.E.: 10–7) | Parciales: 14–20, 18–17, 16–17, 16–10 (T.E.: 10–7)   | |  |
|                         | Estadísticas Shorts 33 Gjuroski 6 Shorts 6 Shorts 28 | Reporte Pts Reb Asts Val                           | Estadísticas 21 Darboe 13 Zohore 10 Darboe 26 Darboe | Pabellón: Sports Hall "26th April" Asistencia: 1900 espectadores Árbitros: Petros Papapetrou Geert Jacobs Alin Faur |  |

Tercera ventana
| 23 de febrero de 2023 | Eslovaquia                                                  | 82–73                                | Macedonia del Norte                                             | Levice |  |
| 18:00                 | Parciales: 22–15, 22–23, 17–8, 21–27                        | Parciales: 22–15, 22–23, 17–8, 21–27 | Parciales: 22–15, 22–23, 17–8, 21–27                            | |  |
|                       | Estadísticas Krajčovič 23 Malovec 13 Krajčovič 6 Malovec 24 | Reporte Pts Reb Asts Val             | Estadísticas 23 Shorts 5 Krstevski, Maslinko 6 Shorts 22 Shorts | Pabellón: Športová hala Levice Asistencia: 1050 espectadores Árbitros: Ventsislav Velikov Mehmet Şahin Mart Uuehendrik |  |

| 23 de febrero de 2023 | Dinamarca                                            | 69–61                                 | Noruega                                        | Næstved                                                                                  |  |
| 19:00                 | Parciales: 21–15, 18–14, 12–16, 18–16                | Parciales: 21–15, 18–14, 12–16, 18–16 | Parciales: 21–15, 18–14, 12–16, 18–16          |                                                                                          |  |
|                       | Estadísticas Åris, Midtgaard Åris 7 Darboe 6 Åris 17 | Reporte Pts Reb Asts Val              | Estadísticas 24 Frey 6 Ndow 6 Jawara 22 Jawara | Pabellón: Arena Næstved Árbitros: Radomir Vojinović Sergio Manuel Rodríguez Özlem Yalman |  |

| 26 de febrero de 2023 | Dinamarca                                        | 71–72                                 | Eslovaquia                                                     | Næstved |  |
| 15:30                 | Parciales: 21–12, 14–21, 14–26, 22–13            | Parciales: 21–12, 14–21, 14–26, 22–13 | Parciales: 21–12, 14–21, 14–26, 22–13                          | |  |
|                       | Estadísticas Jukić 21 Zohore 15 Darboe Zohore 18 | Reporte Pts Reb Asts Val              | Estadísticas 29 Brodziansky 8 Fusek 5 Krajčovič 24 Brodziansky | Pabellón: Arena Næstved Asistencia: 1334 espectadores Árbitros: Franko Gracin Zdravko Rutešić Nemanja Ninković |  |

| 26 de febrero de 2023 | Noruega                                                | 41–79                                | Macedonia del Norte                                | Oslo |  |
| 18:00                 | Parciales: 12–24, 14–21, 10–15, 5–19                   | Parciales: 12–24, 14–21, 10–15, 5–19 | Parciales: 12–24, 14–21, 10–15, 5–19               | |  |
|                       | Estadísticas Frey 10 Ndow, Jawara 5 Jawara 4 Jawara 14 | Reporte Pts Reb Asts Val             | Estadísticas 22 Shorts 6 Shorts 5 Shorts 27 Shorts | Pabellón: Nordstand Arena Asistencia: 2500 espectadores Árbitros: Ciprian Stoica Can Mavisu Javier Torres Sánchez |  |

#### Grupo E
| Pos. | Equipo  | PJ | G | P | GF  | GC  | DG   | Pts | Clasificación                  |
| ---- | ------- | -- | - | - | --- | --- | ---- | --- | ------------------------------ |
| 1    | Polonia | 6  | 5 | 1 | 493 | 412 | +81  | 11  | Clasificatorios como anfitrión |
| 2    | Croacia | 6  | 5 | 1 | 483 | 414 | +69  | 11  | Tercera ronda                  |
| 3    | Suiza   | 6  | 2 | 4 | 392 | 436 | −44  | 8   | Tercera ronda                  |
| 4    | Austria | 6  | 0 | 6 | 405 | 511 | −106 | 6   | Tercera ronda                  |

 Fuente: FIBA
Criterios de clasificación: 1) Puntos; 2) Enfrentamientos directos; 3) Diferencia de puntos; 4) Puntos anotados.
Notas:
1. 1 2  Polonia 156–151 Croacia

Primera ventana
| 25 de agosto de 2022 | Polonia                                                       | 69–72                                 | Croacia                                         | Varsovia |  |
| 18:30                | Parciales: 15–11, 16–10, 16–28, 22–23                         | Parciales: 15–11, 16–10, 16–28, 22–23 | Parciales: 15–11, 16–10, 16–28, 22–23           | |  |
|                      | Estadísticas Ponitka 26 tres jugadores 6 Ponitka 6 Ponitka 28 | Reporte Pts Reb Asts Val              | Estadísticas 19 Zubac 10 Zubac 6 Šarić 24 Zubac | Pabellón: Arena COS Torwar Asistencia: 4299 espectadores Árbitros: Gintaras Vitkauskas Ivor Matějek Zdenko Tomašovič |  |

| 25 de agosto de 2022 | Suiza                                                        | 74–64                                 | Austria                                               | Friburgo |  |
| 19:30                | Parciales: 17–13, 16–21, 27–20, 14–10                        | Parciales: 17–13, 16–21, 27–20, 14–10 | Parciales: 17–13, 16–21, 27–20, 14–10                 | |  |
|                      | Estadísticas Zinn 14 Kazadi 8 Zoccoletti 4 tres jugadores 13 | Reporte Pts Reb Asts Val              | Estadísticas 11 Murati 6 Rados 6 Klepeisz 11 Ogunsipe | Pabellón: Site Sportif Saint-Léonard Asistencia: 653 espectadores Árbitros: Petr Hrůša Valerio Grigioni Anastasios Kardaris |  |

| 28 de agosto de 2022 | Austria                                               | 55–91                                | Polonia                                                          | Schwechat |  |
| 17:00                | Parciales: 8–25, 17–11, 10–29, 20–26                  | Parciales: 8–25, 17–11, 10–29, 20–26 | Parciales: 8–25, 17–11, 10–29, 20–26                             | |  |
|                      | Estadísticas Murati 11 Poljak 7 Lanmüller 4 Poljak 13 | Reporte Pts Reb Asts Val             | Estadísticas 15 Dziewa 5 Dziewa, Olejniczak 5 Kolenda 13 Ponitka | Pabellón: Multiversum Asistencia: 1000 espectadores Árbitros: Vladimir Jevtović Juozas Barkauskas Pavel Fúska |  |

| 28 de agosto de 2022 | Croacia                                                         | 84–53                                 | Suiza                                            | Opatija |  |
| 20:00                | Parciales: 22–10, 28–16, 20–15, 14–12                           | Parciales: 22–10, 28–16, 20–15, 14–12 | Parciales: 22–10, 28–16, 20–15, 14–12            | |  |
|                      | Estadísticas Matković 17 Matković 12 Simon, Gnjidić Matković 28 | Reporte Pts Reb Asts Val              | Estadísticas 10 Fofana 5 Rocak 3 Kazadi 9 Fofana | Pabellón: Sportska dvorana Marino Cvetković Asistencia: 1600 espectadores Árbitros: Petros Papapetrou Geert Jacobs Alessandro Perciavalle |  |

Segunda ventana
| 10 de noviembre de 2022 | Polonia                                                                     | 79–64                                | Suiza                                                   | Lublin |  |
| 19:45                   | Parciales: 17–15, 15–22, 27–8, 20–19                                        | Parciales: 17–15, 15–22, 27–8, 20–19 | Parciales: 17–15, 15–22, 27–8, 20–19                    | |  |
|                         | Estadísticas Balcerowski, Sokołowski 13 Olejniczak 7 Pluta 5 Balcerowski 13 | Reporte Pts Reb Asts Val             | Estadísticas 16 Kovac 6 Nzege, Kubler 5 Fofana 12 Dubas | Pabellón: Globus Arena Asistencia: 2884 espectadores Árbitros: Igor Mitrovski Zdravko Rutešić Nikola Bejat |  |

| 10 de noviembre de 2022 | Austria                                             | 75–100                                | Croacia                                                | Graz |  |
| 20:20                   | Parciales: 24–18, 19–30, 16–25, 16–27               | Parciales: 24–18, 19–30, 16–25, 16–27 | Parciales: 24–18, 19–30, 16–25, 16–27                  | |  |
|                         | Estadísticas Vujošević 18 Rados 8 Güttl 4 Poljak 16 | Reporte Pts Reb Asts Val              | Estadísticas 23 Badžim 5 Branković 8 Kapusta 27 Badžim | Pabellón: Raiffeisen Sportpark Asistencia: 2115 espectadores Árbitros: Ventsislav Velikov Mehmet Karabilecen Marek Kúkelčík |  |

| 13 de noviembre de 2022 | Austria                                                      | 65–75                                 | Suiza                                                     | Graz |  |
| 17:05                   | Parciales: 15–18, 20–19, 14–15, 16–23                        | Parciales: 15–18, 20–19, 14–15, 16–23 | Parciales: 15–18, 20–19, 14–15, 16–23                     | |  |
|                         | Estadísticas Ersek 21 Mbemba 9 Vujošević, Käferle 3 Ersek 22 | Reporte Pts Reb Asts Val              | Estadísticas 22 Polite 5 Polite, Gravet 3 Solcà 20 Polite | Pabellón: Raiffeisen Sportpark Asistencia: 1550 espectadores Árbitros: Özlem Yalman Gellért Kapitány Mihkel Männiste |  |

| 13 de noviembre de 2022 | Croacia                                                    | 79–87                                 | Polonia                                                                         | Zagreb |  |
| 20:00                   | Parciales: 18–21, 19–13, 19–24, 23–29                      | Parciales: 18–21, 19–13, 19–24, 23–29 | Parciales: 18–21, 19–13, 19–24, 23–29                                           | |  |
|                         | Estadísticas Branković 17 Prkačin 6 Kapusta 8 Branković 25 | Reporte Pts Reb Asts Val              | Estadísticas 21 Zyskowski, Garbacz 8 Sokołowski 4 cuatro jugadores 20 Zyskowski | Pabellón: Centro de Baloncesto Dražen Petrović Asistencia: 5200 espectadores Árbitros: Sergii Zashchuk Ilias Kounelles Zdenko Tomašovič |  |

Tercera ventana
| 23 de febrero de 2023 | Polonia                                                            | 87–72                                 | Austria                                                            | Sosnowiec |  |
| 18:00                 | Parciales: 26–21, 31–17, 14–19, 16–15                              | Parciales: 26–21, 31–17, 14–19, 16–15 | Parciales: 26–21, 31–17, 14–19, 16–15                              | |  |
|                       | Estadísticas Balcerowski 25 Balcerowski 8 Schenk 10 Balcerowski 27 | Reporte Pts Reb Asts Val              | Estadísticas 22 Mahalbašić 8 Mahalbašić 7 Mahalbašić 23 Mahalbašić | Pabellón: ArcelorMittal Park Asistencia: 2760 espectadores Árbitros: Petros Papapetrou Alberto Sánchez Sixto Zdravko Rutešić |  |

| 23 de febrero de 2023 | Suiza                                                       | 56–64                                | Croacia                                                                  | Friburgo                                                                                           |  |
| 19:30                 | Parciales: 21–13, 17–19, 11–15, 7–17                        | Parciales: 21–13, 17–19, 11–15, 7–17 | Parciales: 21–13, 17–19, 11–15, 7–17                                     | |  |
|                       | Estadísticas Polite, Gravet 11 Cotture 8 Kazadi 9 Gravet 19 | Reporte Pts Reb Asts Val             | Estadísticas 15 Prkačin 8 Prkačin, Branković 2 cuatro jugadores 15 Nakić | Pabellón: Site Sportif Saint-Léonard Árbitros: Gintaras Vitkauskas Stylianos Simeonidis Can Mavisu |  |

| 26 de febrero de 2023 | Suiza                                              | 70–80                                 | Polonia                                                             | Friburgo |  |
| 17:00                 | Parciales: 27–21, 15–14, 16–23, 12–22              | Parciales: 27–21, 15–14, 16–23, 12–22 | Parciales: 27–21, 15–14, 16–23, 12–22                               | |  |
|                       | Estadísticas Kazadi 14 Polite 7 Kazadi 8 Kazadi 20 | Reporte Pts Reb Asts Val              | Estadísticas 31 Balcerowski 9 Balcerowski 14 Ponitka 36 Balcerowski | Pabellón: Site Sportif Saint-Léonard Asistencia: 1789 espectadores Árbitros: Mart Uuehendrik Petr Hrůša Zoran Mitrovski |  |

| 26 de febrero de 2023 | Croacia                                                    | 84–74                                 | Austria                                                        | Split |  |
| 18:00                 | Parciales: 23–19, 27–17, 21–20, 13–18                      | Parciales: 23–19, 27–17, 21–20, 13–18 | Parciales: 23–19, 27–17, 21–20, 13–18                          | |  |
|                       | Estadísticas Filipović 17 Branković 7 Mavra 6 Filipovic 18 | Reporte Pts Reb Asts Val              | Estadísticas 21 Mahalbašić 10 Brajkovic 7 Käferle 26 Brajkovic | Pabellón: Spaladium Arena Asistencia: 1500 espectadores Árbitros: Mehmet Şahin Francisco Araña Ivor Matějek |  |

#### Grupo F
| Pos. | Equipo   | PJ | G | P | GF  | GC  | DG   | Pts | Clasificación                  |
| ---- | -------- | -- | - | - | --- | --- | ---- | --- | ------------------------------ |
| 1    | Portugal | 6  | 5 | 1 | 514 | 424 | +90  | 11  | Clasificatorios                |
| 2    | Bulgaria | 6  | 5 | 1 | 477 | 424 | +53  | 11  | Tercera ronda                  |
| 3    | Rumania  | 6  | 2 | 4 | 398 | 428 | −30  | 8   | Tercera ronda                  |
| 4    | Chipre   | 6  | 0 | 6 | 371 | 484 | −113 | 6   | Clasificatorios como anfitrión |

 Fuente: FIBA
Criterios de clasificación: 1) Puntos; 2) Enfrentamientos directos; 3) Diferencia de puntos; 4) Puntos anotados.
Notas:
1. 1 2  Portugal 170–168 Bulgaria

Primera ventana
| 25 de agosto de 2022 | Bulgaria                                                        | 88–55                                 | Chipre                                             | Samokov |  |
| 19:00                | Parciales: 19–15, 29–15, 16–11, 24–14                           | Parciales: 19–15, 29–15, 16–11, 24–14 | Parciales: 19–15, 29–15, 16–11, 24–14              | |  |
|                      | Estadísticas Vezenkov 24 Vezenkov 8 Ivanov, Marinov Vezenkov 28 | Reporte Pts Reb Asts Val              | Estadísticas 20 Tigkas 4 Koumis 3 Tigkas 18 Tigkas | Pabellón: Arena Samokov Asistencia: 1700 espectadores Árbitros: Zoran Mitrovski Josip Jurčević Siniša Prpa |  |

| 25 de agosto de 2022 | Rumania                                                            | 59–75                                 | Portugal                                                 | Ploiești |  |
| 19:00                | Parciales: 14–17, 16–25, 19–19, 10–14                              | Parciales: 14–17, 16–25, 19–19, 10–14 | Parciales: 14–17, 16–25, 19–19, 10–14                    | |  |
|                      | Estadísticas Olah, Richard 13 Cățe, Richard 7 Richard 4 Richard 16 | Reporte Pts Reb Asts Val              | Estadísticas 20 Queta 10 Queta 3 tres jugadores 22 Queta | Pabellón: Olimpia Hall Asistencia: 2500 espectadores Árbitros: Ofer Manheim Marek Kúkelčík Łukasz Jankowski |  |

| 28 de agosto de 2022 | Portugal                                           | 102–69                                | Chipre                                                 | Odivelas |  |
| 17:00                | Parciales: 35–17, 23–22, 23–18, 21–12              | Parciales: 35–17, 23–22, 23–18, 21–12 | Parciales: 35–17, 23–22, 23–18, 21–12                  | |  |
|                      | Estadísticas Queta 17 Queta 13 Williams 7 Queta 26 | Reporte Pts Reb Asts Val              | Estadísticas 20 Tigkas 7 Stylianou 4 Panteli 20 Tigkas | Pabellón: Pavilhão Multiusos de Odivelas Asistencia: 2500 espectadores Árbitros: Valentin Oliot Alberto Sánchez Sixto Jan Baloun |  |

| 28 de agosto de 2022 | Bulgaria                                                    | 84–72                                 | Rumania                                                                | Samokov |  |
| 19:00                | Parciales: 29–19, 12–15, 23–20, 20–18                       | Parciales: 29–19, 12–15, 23–20, 20–18 | Parciales: 29–19, 12–15, 23–20, 20–18                                  | |  |
|                      | Estadísticas Vezenkov 28 Vezenkov 15 Vezenkov 7 Vezenkov 40 | Reporte Pts Reb Asts Val              | Estadísticas 14 Richard 7 tres jugadores 5 Tohătan, Richard 19 Richard | Pabellón: Arena Samokov Asistencia: 1500 espectadores Árbitros: Vilius Mačiulaitis Goran Šljivić Blaž Zupančič |  |

Segunda ventana
| 10 de noviembre de 2022 | Chipre                                                             | 65–69                                 | Rumania                                                  | Nicosia |  |
| 19:00                   | Parciales: 19–19, 16–21, 13–14, 17–15                              | Parciales: 19–19, 16–21, 13–14, 17–15 | Parciales: 19–19, 16–21, 13–14, 17–15                    | |  |
|                         | Estadísticas Simitzis 19 Mantovani 11 tres jugadores 2 Simitzis 14 | Reporte Pts Reb Asts Val              | Estadísticas 18 Nicolescu 8 Richard 9 Richard 22 Richard | Pabellón: Eleftheria Indoor Hall Asistencia: 500 espectadores Árbitros: Bojan Jovanić Ofer Manheim Haris Bijedić |  |

| 10 de noviembre de 2022 | Portugal                                          | 88–78                                 | Bulgaria                                            | Coímbra |  |
| 19:00                   | Parciales: 21–20, 23–32, 23–12, 21–14             | Parciales: 21–20, 23–32, 23–12, 21–14 | Parciales: 21–20, 23–32, 23–12, 21–14               | |  |
|                         | Estadísticas Brito 19 Voytso 8 Ventura 6 Brito 24 | Reporte Pts Reb Asts Val              | Estadísticas 17 Kostov 7 Kravish 6 Ivanov 18 Kostov | Pabellón: Pavilhão Multidesportos Dr. Mário Mexia Asistencia: 1500 espectadores Árbitros: Mart Uuhendrik Sergio Manuel Rodríguez Alexandre Deman |  |

| 13 de noviembre de 2022 | Chipre                                                                | 66–75                                | Bulgaria                                                         | Nicosia |  |
| 16:00                   | Parciales: 8–16, 13–17, 27–24, 18–18                                  | Parciales: 8–16, 13–17, 27–24, 18–18 | Parciales: 8–16, 13–17, 27–24, 18–18                             | |  |
|                         | Estadísticas Michail, Stylianou 16 Stylianou 6 Michail 3 Stylianou 19 | Reporte Pts Reb Asts Val             | Estadísticas 14 P. Ivanov 11 A. Ivanov 4 Karamfilov 22 A. Ivanov | Pabellón: Eleftheria Indoor Hall Asistencia: 1600 espectadores Árbitros: Alfred Jovović Dumitru Stasiev Nemanja Ninković |  |

| 13 de noviembre de 2022 | Portugal                                                           | 92–62                                 | Rumania                                        | Coímbra |  |
| 17:00                   | Parciales: 27–14, 27–27, 18–10, 20–11                              | Parciales: 27–14, 27–27, 18–10, 20–11 | Parciales: 27–14, 27–27, 18–10, 20–11          | |  |
|                         | Estadísticas Williams 20 Queiroz, Amarante 7 Queiroz 6 Williams 21 | Reporte Pts Reb Asts Val              | Estadísticas 14 Cățe 12 Cățe 5 Richard 23 Cățe | Pabellón: Pavilhão Multidesportos Dr. Mário Mexia Asistencia: 1700 espectadores Árbitros: Petr Hrůša Zoran Mitrovski Juozas Barkauskas |  |

Tercera ventana
| 23 de febrero de 2023 | Rumania                                                    | 61–62                                 | Bulgaria                                                                       | Pitești |  |
| 19:00                 | Parciales: 12–16, 13–15, 19–13, 17–18                      | Parciales: 12–16, 13–15, 19–13, 17–18 | Parciales: 12–16, 13–15, 19–13, 17–18                                          | |  |
|                       | Estadísticas Török 12 Cățe 7 Richard, Tohătan 4 Măciucă 12 | Reporte Pts Reb Asts Val              | Estadísticas 14 Ivanov 9 Kostov, Minchev 12 Miller-McIntyre 19 Miller-McIntyre | Pabellón: Pitești Arena Asistencia: 3089 espectadores Árbitros: Mehmet Karabilecen Péter Praksch Łukasz Jankowski |  |

| 23 de febrero de 2023 | Chipre                                                           | 66–75                               | Portugal                                               | Nicosia |  |
| 19:00                 | Parciales: 9–21, 27–17, 22–26, 8–11                              | Parciales: 9–21, 27–17, 22–26, 8–11 | Parciales: 9–21, 27–17, 22–26, 8–11                    | |  |
|                       | Estadísticas Tigkas 16 Simitzis, Mantovani 6 Michail 4 Tigkas 15 | Reporte Pts Reb Asts Val            | Estadísticas 24 Williams 15 Queiroz 5 Brito 25 Queiroz | Pabellón: Eleftheria Indoor Hall Asistencia: 1500 espectadores Árbitros: Alexandre Deman Blaž Zupančič Goran Šljivić |  |

| 26 de febrero de 2023 | Rumania                                                            | 75–50                                | Chipre                                                                         | Pitești |  |
| 16:30                 | Parciales: 24–11, 16–20, 18–6, 17–13                               | Parciales: 24–11, 16–20, 18–6, 17–13 | Parciales: 24–11, 16–20, 18–6, 17–13                                           | |  |
|                       | Estadísticas Richard 15 Olah, Cățe 8 Tohătan, Richard 5 Richard 20 | Reporte Pts Reb Asts Val             | Estadísticas 12 Stylianou 6 Mantovani, Stylianou 2 tres jugadores 11 Stylianou | Pabellón: Pitești Arena Asistencia: 3200 espectadores Árbitros: Igor Mitrovski Valentin Oliot Alfred Jovović |  |

| 26 de febrero de 2023 | Bulgaria                                                                 | 90–82                                 | Portugal                                               | Botevgrad |  |
| 18:00                 | Parciales: 19–19, 24–21, 27–18, 20–24                                    | Parciales: 19–19, 24–21, 27–18, 20–24 | Parciales: 19–19, 24–21, 27–18, 20–24                  | |  |
|                       | Estadísticas Vezenkov 30 Miller-McIntyre 6 Miller-McIntyre 5 Vezenkov 32 | Reporte Pts Reb Asts Val              | Estadísticas 21 Williams 7 Queiroz 4 Lisboa 18 Queiroz | Pabellón: Arena Botevgrad Asistencia: 4000 espectadores Árbitros: Siniša Prpa Ofer Manheim Vladimir Jevtović |  |

### Tercera ronda
A los cuatro equipos eliminados en la primera ronda se unieron los ocho equipos que eliminados en la segunda ronda.
| Método de clasificación       | Equipos    |
| ----------------------------- | ---------- |
| Eliminado en la primera ronda | Albania    |
| Eliminado en la primera ronda | Irlanda    |
| Eliminado en la primera ronda | Kosovo     |
| Eliminado en la primera ronda | Luxemburgo |
| Eliminado en la segunda ronda | Austria    |
| Eliminado en la segunda ronda | Bulgaria   |
| Eliminado en la segunda ronda | Croacia    |
| Eliminado en la segunda ronda | Dinamarca  |
| Eliminado en la segunda ronda | Eslovaquia |
| Eliminado en la segunda ronda | Noruega    |
| Eliminado en la segunda ronda | Rumania    |
| Eliminado en la segunda ronda | Suiza      |

#### Sorteo
El sorteo tuvo lugar el 25 de abril de 2023. Los cabezas de serie se definieron según su posición en el Ranking FIBA a 27 de febrero de 2023. Los equipos se organizaron en cuatro grupos de tres equipos cada uno.
| Equipo   | Pos |
| -------- | --- |
| Croacia  | 25  |
| Bulgaria | 47  |
| Rumania  | 57  |
| Suiza    | 58  |

| Equipo     | Pos |
| ---------- | --- |
| Dinamarca  | 60  |
| Eslovaquia | 61  |
| Austria    | 63  |
| Luxemburgo | 77  |

| Equipo  | Pos |
| ------- | --- |
| Kosovo  | 80  |
| Noruega | 93  |
| Irlanda | 96  |
| Albania | 100 |

#### Grupo G
| Pos. | Equipo     | PJ | G | P | GF  | GC  | DG   | Pts | Clasificación   |
| ---- | ---------- | -- | - | - | --- | --- | ---- | --- | --------------- |
| 1    | Croacia    | 4  | 4 | 0 | 373 | 251 | +122 | 8   | Clasificatorios |
| 2    | Irlanda    | 4  | 2 | 2 | 285 | 336 | −51  | 6   |                 |
| 3    | Luxemburgo | 4  | 0 | 4 | 293 | 364 | −71  | 4   |                 |

 Fuente: FIBA
Criterios de clasificación: 1) Puntos; 2) Enfrentamientos directos; 3) Diferencia de puntos; 4) Puntos anotados.
| 19 de julio de 2023 | Croacia                                                 | 89–49                                | Irlanda                                                            | Opatija |  |
| 20:00               | Parciales: 24–5, 32–12, 14–16, 19–16                    | Parciales: 24–5, 32–12, 14–16, 19–16 | Parciales: 24–5, 32–12, 14–16, 19–16                               | |  |
|                     | Estadísticas Badžim 18 Perković 8 Kapusta 9 Perković 19 | Reporte Pts Reb Asts Val             | Estadísticas 12 N. Quinn 5 Alajiki, Igiehon 4 N. Quinn 15 N. Quinn | Pabellón: Sportska dvorana Marino Cvetković Asistencia: 970 espectadores Árbitros: Luis Castillo Oskars Lūcis Georgios Poursanidis |  |

| 22 de julio de 2023 | Croacia                                                                  | 98–62                                 | Luxemburgo                                                             | Opatija |  |
| 20:00               | Parciales: 31–14, 26–20, 23–12, 18–16                                    | Parciales: 31–14, 26–20, 23–12, 18–16 | Parciales: 31–14, 26–20, 23–12, 18–16                                  | |  |
|                     | Estadísticas Kapusta, Prkačin 16 Mazalin, Branković6 Badžim 6 Kapusta 21 | Reporte Pts Reb Asts Val              | Estadísticas 18 Laurent 9 Laurent, Rugg 4 Gutenkauf, Grün 13 Gutenkauf | Pabellón: Sportska dvorana Marino Cvetković Asistencia: 600 espectadores Árbitros: Paulo Marques Geert Jacobs Ivor Matějek |  |

| 26 de julio de 2023 | Luxemburgo                                          | 76–96                                 | Irlanda                                                          | Ciudad de Luxemburgo                                                                                          |  |
| 20:15               | Parciales: 21–23, 16–17, 22–30, 17–26               | Parciales: 21–23, 16–17, 22–30, 17–26 | Parciales: 21–23, 16–17, 22–30, 17–26                            | |  |
|                     | Estadísticas Laurent 16 Rugg 8 Delgado 5 Laurent 17 | Reporte Pts Reb Asts Val              | Estadísticas 20 Badmus, Igiehon 13 Alajiki 3 N. Quinn 24 Igiehon | Pabellón: D'Coque Asistencia: 1413 espectadores Árbitros: Aleksandar Glišić Mihkel Männiste Vladimir Jevtović |  |

| 29 de julio de 2023 | Irlanda                                             | 61–95                                | Croacia                                                                    | Dublín |  |
| 14:30               | Parciales: 12–20, 22–22, 8–21, 19–32                | Parciales: 12–20, 22–22, 8–21, 19–32 | Parciales: 12–20, 22–22, 8–21, 19–32                                       | |  |
|                     | Estadísticas Murphy 12 Alajiki 5 Fulton 4 Fulton 12 | Reporte Pts Reb Asts Val             | Estadísticas 17 D. Drežnjak 5 D. Drežnjak 3 cinco jugadores 23 D. Drežnjak | Pabellón: National Basketball Arena Asistencia: 2000 espectadores Árbitros: Mārtiņš Kozlovskis Fernando Calatrava Javier Torres Sánchez |  |

| 2 de agosto de 2023 | Luxemburgo                                                 | 79–91                                 | Croacia                                                   | Ciudad de Luxemburgo                                                                              |  |
| 20:15               | Parciales: 12–25, 25–25, 18–24, 24–17                      | Parciales: 12–25, 25–25, 18–24, 24–17 | Parciales: 12–25, 25–25, 18–24, 24–17                     |                                                                                                   |  |
|                     | Estadísticas Laurent 13 Rugg 7 Kovac 4 Laurent, Melcher 15 | Reporte Pts Reb Asts Val              | Estadísticas 23 Perković 7 Ljubičić 9 Kapusta 19 Perković | Pabellón: D'Coque Asistencia: 1650 espectadores Árbitros: Alexandre Deman Can Mavisu Geert Jacobs |  |

| 5 de agosto de 2023 | Irlanda                                                     | 79–76                                 | Luxemburgo                                             | Dublín |  |
| 19:30               | Parciales: 29–20, 12–23, 18–20, 20–13                       | Parciales: 29–20, 12–23, 18–20, 20–13 | Parciales: 29–20, 12–23, 18–20, 20–13                  | |  |
|                     | Estadísticas Fulton, Blount 16 Blount 14 Blount 6 Blount 26 | Reporte Pts Reb Asts Val              | Estadísticas 27 Rugg 12 Rugg 3 Gutenkauf, Rugg 30 Rugg | Pabellón: National Basketball Arena Asistencia: 3000 espectadores Árbitros: Antonio Castillo Emmouil Tsolakos Hrvoje Čavar |  |

#### Grupo H
| Pos. | Equipo    | PJ | G | P | GF  | GC  | DG  | Pts | Clasificación   |
| ---- | --------- | -- | - | - | --- | --- | --- | --- | --------------- |
| 1    | Dinamarca | 4  | 4 | 0 | 324 | 265 | +59 | 8   | Clasificatorios |
| 2    | Kosovo    | 4  | 2 | 2 | 290 | 291 | −1  | 6   |                 |
| 3    | Suiza     | 4  | 0 | 4 | 248 | 306 | −58 | 4   |                 |

 Fuente: FIBA
Criterios de clasificación: 1) Puntos; 2) Enfrentamientos directos; 3) Diferencia de puntos; 4) Puntos anotados.
| 19 de julio de 2023 | Kosovo                                                | 76–49                               | Suiza                                             | Prizren |  |
| 20:45               | Parciales: 18–16, 23–8, 27–14, 8–11                   | Parciales: 18–16, 23–8, 27–14, 8–11 | Parciales: 18–16, 23–8, 27–14, 8–11               | |  |
|                     | Estadísticas Berisha 20 Hajrizi 12 Artis 6 Hajrizi 25 | Reporte Pts Reb Asts Val            | Estadísticas 12 Rocak 7 Tutonda 3 Fofana 10 Rocak | Pabellón: Sezai Surroi Sports Hall Asistencia: 1700 espectadores Árbitros: Beniamino Manuel Attard Franko Gracin Paulo Marques |  |

| 22 de julio de 2023 | Suiza                                                     | 46–60                               | Dinamarca                                                     | Friburgo |  |
| 17:30               | Parciales: 6–18, 17–9, 13–12, 10–21                       | Parciales: 6–18, 17–9, 13–12, 10–21 | Parciales: 6–18, 17–9, 13–12, 10–21                           | |  |
|                     | Estadísticas tres jugadores 7 Rocak 5 Fofana 3 Tutonda 10 | Reporte Pts Reb Asts Val            | Estadísticas 14 Lundberg 10 Dibba 3 Lundberg, Zohore 17 Dibba | Pabellón: Site Sportif Saint-Léonard Asistencia: 540 espectadores Árbitros: Fernando Calatrava Lorenzo Baldini Łukasz Jankowski |  |

| 26 de julio de 2023 | Dinamarca                                          | 82–75                    | Kosovo                                                   | Næstved |  |
|                     | Parciales: 27–16, 17–27, 25–22, 13–10              |                          |                                                          | |  |
|                     | Estadísticas Lundberg 20 Dibba 9 Jukić 7 Zohore 23 | Reporte Pts Reb Asts Val | Estadísticas 23 Artis 6 Berisha, Shoshi 4 Artis 24 Artis | Pabellón: Næstved Arena Asistencia: 930 espectadores Árbitros: Sergii Zashchuk Javier Torres Sánchez Geert Jacobs |  |

| 29 de julio de 2023 | Suiza                                                      | 72–76                                 | Kosovo                                           | Friburgo |  |
| 17:30               | Parciales: 21–20, 18–15, 22–21, 11–20                      | Parciales: 21–20, 18–15, 22–21, 11–20 | Parciales: 21–20, 18–15, 22–21, 11–20            | |  |
|                     | Estadísticas Tutonda 15 Fofana 10 Fofana 7 Niederhäuser 18 | Reporte Pts Reb Asts Val              | Estadísticas 22 Artis 8 Hajrizi 4 Artis 23 Artis | Pabellón: Site Sportif Saint-Léonard Asistencia: 840 espectadores Árbitros: Alexandre Deman Valentin Oliot Gintaras Vitkauskas |  |

| 2 de agosto de 2023 | Dinamarca                                                | 94–81                                | Suiza                                                                  | Næstved |  |
| 18:00               | Parciales: 18–25, 26–9, 27–21, 23–26                     | Parciales: 18–25, 26–9, 27–21, 23–26 | Parciales: 18–25, 26–9, 27–21, 23–26                                   | |  |
|                     | Estadísticas Lundberg 22 Erikstrup 9 Jukić 9 Lundberg 25 | Reporte Pts Reb Asts Val             | Estadísticas 22 de la Fuente 5 Fofana, Martin 9 Fofana 21 de la Fuente | Pabellón: Næstved Arena Asistencia: 1280 espectadores Árbitros: Antonio Conde Josip Jurčević Juozas Barkauskas |  |

| 5 de agosto de 2023 | Kosovo                                                | 63–88                                 | Dinamarca                                                | Prizren |  |
| 20:45               | Parciales: 17–24, 11–23, 17–21, 18–20                 | Parciales: 17–24, 11–23, 17–21, 18–20 | Parciales: 17–24, 11–23, 17–21, 18–20                    | |  |
|                     | Estadísticas Artis 11 Janjeva 11 Hajrizi 6 Janjeva 12 | Reporte Pts Reb Asts Val              | Estadísticas 28 Lundberg 9 Zohore 5 Lundberg 28 Lundberg | Pabellón: Sezai Surroi Sports Hall Asistencia: 2000 espectadores Árbitros: Yener Yılmaz Gellért Kapitány Mehmet Şahin |  |

#### Grupo I
| Pos. | Equipo     | PJ | G | P | GF  | GC  | DG  | Pts | Clasificación   |
| ---- | ---------- | -- | - | - | --- | --- | --- | --- | --------------- |
| 1    | Eslovaquia | 4  | 4 | 0 | 327 | 250 | +77 | 8   | Clasificatorios |
| 2    | Rumania    | 4  | 2 | 2 | 282 | 298 | −16 | 6   |                 |
| 3    | Albania    | 4  | 0 | 4 | 273 | 334 | −61 | 4   |                 |

 Fuente: FIBA
Criterios de clasificación: 1) Puntos; 2) Enfrentamientos directos; 3) Diferencia de puntos; 4) Puntos anotados.
| 19 de julio de 2023 | Albania                                                       | 83–87                                 | Rumania                                                   | Durrës                                                                                   |  |
| 20:30               | Parciales: 22–21, 20–23, 22–25, 19–18                         | Parciales: 22–21, 20–23, 22–25, 19–18 | Parciales: 22–21, 20–23, 22–25, 19–18                     |                                                                                          |  |
|                     | Estadísticas Lekndreaj 20 Lekndreaj 13 Dusha 5 Hysenagolli 21 | Reporte Pts Reb Asts Val              | Estadísticas 18 Richard 10 Diculescu 8 Richard 24 Richard | Pabellón: Dhimitraq Goga Sports Palace Árbitros: Kerem Baki Sergii Zashchuk Martin Vulić |  |

| 22 de julio de 2023 | Rumania                                        | 65–69                                 | Eslovaquia                                                      | Pitești |  |
| 18:30               | Parciales: 10–18, 19–13, 24–23, 12–15          | Parciales: 10–18, 19–13, 24–23, 12–15 | Parciales: 10–18, 19–13, 24–23, 12–15                           | |  |
|                     | Estadísticas Olah 22 Olah 10 Richard 6 Olah 26 | Reporte Pts Reb Asts Val              | Estadísticas 32 Brodziansky 8 Mokráň 6 Krajčovič 27 Brodziansky | Pabellón: Pitești Arena Asistencia: 1005 espectadores Árbitros: Yener Yılmaz Alberto Sánchez Sixto Mehmet Karabilecen |  |

| 26 de julio de 2023 | Eslovaquia                                                                | 86–63                                | Albania                                          | Levice |  |
| 18:00               | Parciales: 30–27, 16–10, 19–3, 21–23                                      | Parciales: 30–27, 16–10, 19–3, 21–23 | Parciales: 30–27, 16–10, 19–3, 21–23             | |  |
|                     | Estadísticas Brodziansky 19 Pavelka 8 Majerčák 8 Majercak, Brodziansky 22 | Reporte Pts Reb Asts Val             | Estadísticas 19 Dusha 6 Tola 3 F. Lilaj 19 Dusha | Pabellón: Športová hala Levice Asistencia: 1300 espectadores Árbitros: Zafer Yılmaz Can Mavisu Gvidas Gedvilas |  |

| 29 de julio de 2023 | Rumania                                                        | 72–63                                | Albania                                                 | Piteșt                                                                                                   |  |
| 18:30               | Parciales: 10–23, 26–16, 20–16, 16–8                           | Parciales: 10–23, 26–16, 20–16, 16–8 | Parciales: 10–23, 26–16, 20–16, 16–8                    | |  |
|                     | Estadísticas Popa 17 Diculescu 9 tres jugadores 5 Diculescu 17 | Reporte Pts Reb Asts Val             | Estadísticas 16 Lekndreaj 11 Lekndreaj 7 Dusha 17 Dusha | Pabellón: Piteștii Arena Asistencia: 1000 espectadores Árbitros: Haris Bijedić Petar Pešić Nermin Hodžić |  |

| 2 de agosto de 2023 | Eslovaquia                                                  | 83–58                                 | Rumania                                          | Levice                                                                 |  |
| 18:00               | Parciales: 19–13, 19–18, 23–16, 22–11                       | Parciales: 19–13, 19–18, 23–16, 22–11 | Parciales: 19–13, 19–18, 23–16, 22–11            |                                                                        |  |
|                     | Estadísticas Mokráň 22 Brodziansky 10 Krajčovič 7 Mokráň 24 | Reporte Pts Reb Asts Val              | Estadísticas 11 Olah 7 Măciucă 4 Richard 16 Olah | Pabellón: Športová hala Levice Asistencia: 1450 espectadores Árbitros: |  |

| 5 de agosto de 2023 | Albania                                                 | 64–89                                 | Eslovaquia                                                            | Durrës |  |
| 20:30               | Parciales: 21–15, 13–26, 15–28, 15–20                   | Parciales: 21–15, 13–26, 15–28, 15–20 | Parciales: 21–15, 13–26, 15–28, 15–20                                 | |  |
|                     | Estadísticas F. Lilaj 14 Hamati 7 Hysa 7 Hysenagolli 19 | Reporte Pts Reb Asts Val              | Estadísticas 20 Hlivak 5 Pavelka, Mokráň 6 Majerčák, Hlivak 17 Hlivak | Pabellón: Dhimitraq Goga Sports Palace Asistencia: 150 espectadores Árbitros: Martin Horozov Özlem Yalman Nemanja Ninković |  |

#### Grupo J
| Pos. | Equipo   | PJ | G | P | GF  | GC  | DG  | Pts | Clasificación   |
| ---- | -------- | -- | - | - | --- | --- | --- | --- | --------------- |
| 1    | Bulgaria | 4  | 3 | 1 | 339 | 297 | +42 | 7   | Clasificatorios |
| 2    | Noruega  | 4  | 2 | 2 | 305 | 330 | −25 | 6   |                 |
| 3    | Austria  | 4  | 1 | 3 | 301 | 318 | −17 | 5   |                 |

 Fuente: FIBA
Criterios de clasificación: 1) Puntos; 2) Enfrentamientos directos; 3) Diferencia de puntos; 4) Puntos anotados.
| 19 de julio de 2023 | Noruega                                                | 86–80                                | Bulgaria                                                                 | Asker                                                                                                   |  |
| 19:00               | Parciales: 22–21, 27–18, 19–8, 18–33                   | Parciales: 22–21, 27–18, 19–8, 18–33 | Parciales: 22–21, 27–18, 19–8, 18–33                                     | |  |
|                     | Estadísticas Frey 28 Ndow 8 cuatro jugadores 3 Ndow 27 | Reporte Pts Reb Asts Val             | Estadísticas 21 P. Ivanov 6 Kostadinov, Alipiev 7 P. Ivanov 25 P. Ivanov | Pabellón: Varner Arena Asistencia: 1950 espectadores Árbitros: Gatis Saliņš Michał Proc Gvidas Gedvilas |  |

| 22 de julio de 2023 | Bulgaria                                                         | 83–71                                | Austria                                                        | Botevgrad |  |
| 18:00               | Parciales: 15–20, 19–7, 26–20, 23–24                             | Parciales: 15–20, 19–7, 26–20, 23–24 | Parciales: 15–20, 19–7, 26–20, 23–24                           | |  |
|                     | Estadísticas Simeonov 29 Simeonov 11 Miller-McIntyre Simeonov 39 | Reporte Pts Reb Asts Val             | Estadísticas 15 Vujošević 6 Vujošević 7 Vujošević 16 Vujošević | Pabellón: Arena Botevgrad Asistencia: 1500 espectadores Árbitros: Aleksandar Glišić Gintaras Mačiulis Zdenko Tomašovič |  |

| 26 de julio de 2023 | Austria                                                           | 85–66                                 | Noruega                                       | Schwechat                                                                                                  |  |
| 18:30               | Parciales: 25–15, 24–12, 21–15, 15–24                             | Parciales: 25–15, 24–12, 21–15, 15–24 | Parciales: 25–15, 24–12, 21–15, 15–24         | |  |
|                     | Estadísticas Vujošević 21 cuatro jugadores 6 Güttl 5 Vujošević 22 | Reporte Pts Reb Asts Val              | Estadísticas 21 Ndow 7 Kolstad 5 Espe 22 Ndow | Pabellón: Multiversum Asistencia: 1350 espectadores Árbitros: Ademir Zurapović Martin Vulić Ariadna Chueca |  |

| 29 de julio de 2023 | Bulgaria                                                                 | 91–69                                 | Noruega                                          | Botevgrad |  |
| 18:00               | Parciales: 20–14, 30–20, 24–17, 17–18                                    | Parciales: 20–14, 30–20, 24–17, 17–18 | Parciales: 20–14, 30–20, 24–17, 17–18            | |  |
|                     | Estadísticas Kostadinov 19 Kostadinov 9 Miller-McIntyre 13 Kostadinov 27 | Reporte Pts Reb Asts Val              | Estadísticas 12 Kolstad 6 Sjølund 8 Frey 13 Frey | Pabellón: Arena Botevgrad Asistencia: 2000 espectadores Árbitros: Yener Yılmaz Josip Jurčević Vladimir Jevtović |  |

| 2 de agosto de 2023 | Austria                                                    | 71–85                                 | Bulgaria                                                                                               | Schwechat                                                                                                |  |
| 19:15               | Parciales: 13–28, 25–25, 14–16, 19–16                      | Parciales: 13–28, 25–25, 14–16, 19–16 | Parciales: 13–28, 25–25, 14–16, 19–16                                                                  | |  |
|                     | Estadísticas Vujošević 24 Patekar 6 Käferle 3 Vujošević 14 | Reporte Pts Reb Asts Val              | Estadísticas 18 Miller-McIntyre, P. Ivanov 8 Simeonov, Kostadinov 8 Miller-McIntyre 25 Miller-McIntyre | Pabellón: Multiversum Asistencia: 1700 espectadores Árbitros: Marek Kúkelčík Carsten Straube Michał Proc |  |

| 5 de agosto de 2023 | Noruega                                       | 84–74                                 | Austria                                           | Asker |  |
| 18:00               | Parciales: 22–17, 19–23, 22–18, 21–16         | Parciales: 22–17, 19–23, 22–18, 21–16 | Parciales: 22–17, 19–23, 22–18, 21–16             | |  |
|                     | Estadísticas Ndow 29 Ndow 9 Kolstad 4 Ndow 33 | Reporte Pts Reb Asts Val              | Estadísticas 15 Güttl 8 Lohr 5 Vujošević 16 Güttl | Pabellón: Varner Arena Asistencia: 2100 espectadores Árbitros: Gintaras Vitkauskas Armen Mutapčić Gatis Saliņš |  |

## Clasificatorios
Los equipos clasificados de la segunda ronda, los cuatro de la tercera ronda y el resto de las selecciones se unirán a esta ronda y se dividirán en ocho grupos de cuatro equipos, donde los tres primeros clasificados de cada uno disputarán el Eurobasket 2025.
El sorteo tuvo lugar el 8 de agosto de 2023 en Múnich, Alemania, y los cabezas de serie se definieron según su posición en el Ranking FIBA a 27 de febrero de 2023. Los equipos se organizaron en ocho grupos de cuatro equipos cada uno. Los equipos del bombo 1 se ubicaron en los grupos A, C, E y G, junto con los equipos de los bombos 4, 5 y 8. Los equipos del bombo 2 se ubicaron en los grupos B, D, F y H, junto con los de los bombos 3, 6 y 7. En cada grupo solo puede haber un equipo organizador.
| Equipo    | Pos |
| --------- | --- |
| España    | 1   |
| Francia   | 5   |
| Serbia    | 6   |
| Eslovenia | 7   |

| Equipo   | Pos |
| -------- | --- |
| Lituania | 8   |
| Grecia   | 9   |
| Italia   | 10  |
| Alemania | 11  |

| Equipo          | Pos |
| --------------- | --- |
| República Checa | 12  |
| Polonia         | 14  |
| Turquía         | 16  |
| Montenegro      | 18  |

| Equipo    | Pos |
| --------- | --- |
| Finlandia | 24  |
| Croacia   | 25  |
| Ucrania   | 28  |
| Letonia   | 29  |

| Equipo               | Pos |
| -------------------- | --- |
| Bélgica              | 30  |
| Georgia              | 32  |
| Israel               | 33  |
| Bosnia y Herzegovina | 35  |

| Equipo       | Pos |
| ------------ | --- |
| Hungría      | 39  |
| Estonia      | 44  |
| Países Bajos | 45  |
| Bulgaria     | 47  |

| Equipo              | Pos |
| ------------------- | --- |
| Gran Bretaña        | 48  |
| Islandia            | 49  |
| Suecia              | 50  |
| Macedonia del Norte | 53  |

| Equipo     | Pos |
| ---------- | --- |
| Portugal   | 54  |
| Dinamarca  | 60  |
| Eslovaquia | 61  |
| Chipre     | 78  |

#### Grupo A
| Pos. | Equipo    | PJ | G | P | GF  | GC  | DG  | Pts | Clasificación   |  | ISR   | SVN   | POR   | UKR   |
| ---- | --------- | -- | - | - | --- | --- | --- | --- | --------------- |  | ----- | ----- | ----- | ----- |
| 1    | Israel    | 6  | 5 | 1 | 493 | 458 | +35 | 11  | EuroBasket 2025 |  | —     | 84–74 | 84–78 | 88–78 |
| 2    | Eslovenia | 6  | 4 | 2 | 490 | 471 | +19 | 10  | EuroBasket 2025 |  | 88–79 | —     | 83–82 | 87–73 |
| 3    | Portugal  | 6  | 2 | 4 | 451 | 478 | −27 | 8   | EuroBasket 2025 |  | 70–72 | 82–74 | —     | 60–88 |
| 4    | Ucrania   | 6  | 1 | 5 | 457 | 484 | −27 | 7   |                 |  | 73–86 | 71–84 | 77–79 | —     |

 Fuente: FIBA
Criterios de clasificación: 1) Puntos; 2) Enfrentamientos directos; 3) Diferencia de puntos; 4) Puntos anotados.
Primera ventana
| 22 de febrero de 2024 | Eslovenia                                               | 87–73                                 | Ucrania                                               | Koper |  |
| 18:00                 | Parciales: 21–22, 18–18, 25–13, 23–20                   | Parciales: 21–22, 18–18, 25–13, 23–20 | Parciales: 21–22, 18–18, 25–13, 23–20                 | |  |
|                       | Estadísticas Prepelič 30 Tobey 9 Prepelič 9 Prepelič 29 | Reporte Pts Reb Asts Val              | Estadísticas 23 Kovliar 10 Petrov 8 Kovliar 19 Bobrov | Pabellón: Arena Bonifika Asistencia: 2500 espectadores Árbitros: Saverio Lanzarini Alexandre Deman Gintaras Mačiulis |  |

| 22 de febrero de 2024 | Portugal                                                          | 70–72                                 | Israel                                         | Odivelas |  |
| 19:15                 | Parciales: 19–19, 17–19, 17–18, 17–16                             | Parciales: 19–19, 17–19, 17–18, 17–16 | Parciales: 19–19, 17–19, 17–18, 17–16          | |  |
|                       | Estadísticas Williams 18 Queiroz 9 Ventura 5 Williams, Queiroz 14 | Reporte Pts Reb Asts Val              | Estadísticas 17 Ginat 7 Segev 7 Segev 17 Madar | Pabellón: Pavilhão Multiusos de Odivelas Asistencia: 2150 espectadores Árbitros: Martin Vulić Geert Jacobs Ivor Matějek |  |

| 25 de febrero de 2024 | Eslovenia                                                    | 88–79                                | Israel                                          | Koper |  |
| 18:00                 | Parciales: 8–20, 32–17, 25–16, 23–26                         | Parciales: 8–20, 32–17, 25–16, 23–26 | Parciales: 8–20, 32–17, 25–16, 23–26            | |  |
|                       | Estadísticas Prepelič 21 Tobey 12 Samar, Prepelič 7 Tobey 27 | Reporte Pts Reb Asts Val             | Estadísticas 19 Madar 10 Ginat 6 Madar 25 Ginat | Pabellón: Arena Bonifika Asistencia: 2740 espectadores Árbitros: Georgios Poursanidis Ariadna Chueca Beniamino Manuel Attard |  |

| 25 de febrero de 2024 | Ucrania                                                | 77–79                                 | Portugal                                                | Riga, Letonia                                                                                                 |  |
| 21:00                 | Parciales: 16–26, 16–21, 27–15, 18–17                  | Parciales: 16–26, 16–21, 27–15, 18–17 | Parciales: 16–26, 16–21, 27–15, 18–17                   | |  |
|                       | Estadísticas Kovliar 17 Bobrov 8 Kovliar 10 Kovliar 19 | Reporte Pts Reb Asts Val              | Estadísticas 21 Queiroz 6 Queiroz 5 Williams 21 Queiroz | Pabellón: Arena Riga Asistencia: 900 espectadores Árbitros: Lorenzo Baldini Mihkel Männiste Juozas Barkauskas |  |

Segunda ventana
| 22 de noviembre de 2024 | Portugal                                                       | 82–74                                 | Eslovenia                                              | Almada |  |
| 19:00                   | Parciales: 22–10, 27–14, 15–24, 18–26                          | Parciales: 22–10, 27–14, 15–24, 18–26 | Parciales: 22–10, 27–14, 15–24, 18–26                  | |  |
|                         | Estadísticas Brito, Delgado 16 Delgado 9 Amarante 4 Delgado 19 | Reporte Pts Reb Asts Val              | Estadísticas 23 Prepelič 5 Mirtič 7 Padjen 20 Prepelič | Pabellón: Complexo Municipal de Desportos Cidade de Almada Asistencia: 2453 espectadores Árbitros: Luis Castillo Andris Aunkrogers Zafer Yılmaz |  |

| 23 de noviembre de 2024 | Ucrania                                                             | 73–86                                 | Israel                                           | Riga |  |
| 18:00                   | Parciales: 19–16, 18–20, 18–29, 18–21                               | Parciales: 19–16, 18–20, 18–29, 18–21 | Parciales: 19–16, 18–20, 18–29, 18–21            | |  |
|                         | Estadísticas Pustovyi 23 Pustovyi, Bliznyuk 5 Sydorov 4 Pustovyi 19 | Reporte Pts Reb Asts Val              | Estadísticas 21 Madar 10 Sorkin 7 Madar 26 Madar | Pabellón: Arena Riga Asistencia: 700 espectadores Árbitros: Fernando Calatrava Petar Pešić Alberto Sánchez Sixto |  |

| 25 de noviembre de 2024 | Eslovenia                                                | 83–82                                 | Portugal                                                         | Koper |  |
| 18:00                   | Parciales: 24–17, 20–32, 22–19, 17–14                    | Parciales: 24–17, 20–32, 22–19, 17–14 | Parciales: 24–17, 20–32, 22–19, 17–14                            | |  |
|                         | Estadísticas Prepelič 31 Blažič 8 Prepelič 6 Prepelič 27 | Reporte Pts Reb Asts Val              | Estadísticas 17 Williams 13 Queiroz 4 Queiroz, Lisboa 25 Queiroz | Pabellón: Arena Bonifika Asistencia: 1600 espectadores Árbitros: Yohan Rosso Dariusz Zapolsko Can Mavisu |  |

| 25 de noviembre de 2024 | Israel                                          | 88–75                                 | Ucrania                                                             | Riga                                                        |  |
| 20:00                   | Parciales: 11–16, 18–24, 27–17, 32–18           | Parciales: 11–16, 18–24, 27–17, 32–18 | Parciales: 11–16, 18–24, 27–17, 32–18                               |                                                             |  |
|                         | Estadísticas Madar 24 Sorkin 8 Madar 7 Madar 28 | Reporte Pts Reb Asts Val              | Estadísticas 15 Pustovyi, Kovliar 5 Pustovyi 5 Bliznyuk 18 Pustovyi | Pabellón: Arena Riga Asistencia: 100 espectadores Árbitros: |  |

Tercera ventana
| 21 de febrero de 2025 | Ucrania                                                                 | 71–84                                 | Eslovenia                                         | Riga |  |
| 17:30                 | Parciales: 22–24, 14–21, 19–21, 16–18                                   | Parciales: 22–24, 14–21, 19–21, 16–18 | Parciales: 22–24, 14–21, 19–21, 16–18             | |  |
|                       | Estadísticas Pustovyi, Bliznyuk 16 tres jugadores 7 Zotov 6 Pustovyi 15 | Reporte Pts Reb Asts Val              | Estadísticas 22 Hrovat 11 Daneu 7 Hrovat 26 Daneu | Pabellón: Arena Riga Asistencia: 650 espectadores Árbitros: Michał Proc Juozas Barkauskas Alberto Sánchez Sixto |  |

| 21 de febrero de 2025 | Israel                                                         | 84–78                                 | Portugal                                             | Riga                                                                                               |  |
| 21:00                 | Parciales: 18–18, 29–14, 18–21, 19–25                          | Parciales: 18–18, 29–14, 18–21, 19–25 | Parciales: 18–18, 29–14, 18–21, 19–25                | |  |
|                       | Estadísticas Timor 15 Segev, Kravits 5 Timor, Saraf 5 Timor 20 | Reporte Pts Reb Asts Val              | Estadísticas 20 Lisboa 9 Delgado 7 Ventura 18 Lisboa | Pabellón: Arena Riga Asistencia: 50 espectadores Árbitros: Martin Horozov Sinisa Prpa Martin Vulic |  |

| 24 de febrero de 2025 | Portugal                                                              | 60–88                                 | Ucrania                                                          | Matosinhos |  |
| 19:00                 | Parciales: 17–24, 15–17, 18–30, 10–17                                 | Parciales: 17–24, 15–17, 18–30, 10–17 | Parciales: 17–24, 15–17, 18–30, 10–17                            | |  |
|                       | Estadísticas Williams 14 Queiroz, Relvão 5 Queiroz 6 Queiroz, Cruz 13 | Reporte Pts Reb Asts Val              | Estadísticas 16 Bobrov 7 Bliznyuk 5 Lukashov, Bliznyuk 20 Bobrov | Pabellón: Centro de Desportos e Congressos de Matosinhos Asistencia: 3843 espectadores Árbitros: Mārtiņš Kozlovskis Gintaras Mačiulis Zafer Yılmaz |  |

| 23 de febrero de 2025 | Israel                                                    | 84–74                                 | Eslovenia                                            | Riga                                                                                                   |  |
| 21:00                 | Parciales: 11–15, 25–16, 25–28, 23–15                     | Parciales: 11–15, 25–16, 25–28, 23–15 | Parciales: 11–15, 25–16, 25–28, 23–15                | |  |
|                       | Estadísticas Yaacov 17 Segev 10 Yaacov 7 Segev, Yaacov 22 | Reporte Pts Reb Asts Val              | Estadísticas 16 Stergar 7 Daneu 4 Stergar 21 Stergar | Pabellón: Arena Riga Asistencia: 30 espectadores Árbitros: Kerem Baki Carsten Straube Zdenko Tomasovic |  |

#### Grupo B
| Pos. | Equipo   | PJ | G | P | GF  | GC  | DG  | Pts | Clasificación   |  | ITA   | ISL   | TUR   | HUN   |
| ---- | -------- | -- | - | - | --- | --- | --- | --- | --------------- |  | ----- | ----- | ----- | ----- |
| 1    | Italia   | 6  | 4 | 2 | 486 | 432 | +54 | 10  | EuroBasket 2025 |  | —     | 74–81 | 87–80 | 67–71 |
| 2    | Islandia | 6  | 3 | 3 | 458 | 468 | −10 | 9   | EuroBasket 2025 |  | 71–95 | —     | 83–71 | 70–65 |
| 3    | Turquía  | 6  | 3 | 3 | 467 | 467 | 0   | 9   | EuroBasket 2025 |  | 67–80 | 76–75 | —     | 92–66 |
| 4    | Hungría  | 6  | 2 | 4 | 427 | 471 | −44 | 8   |                 |  | 62–83 | 87–78 | 76–81 | —     |

 Fuente: FIBA
Criterios de clasificación: 1) Puntos; 2) Enfrentamientos directos; 3) Diferencia de puntos; 4) Puntos anotados.
Notas:
1. 1 2  Islandia 158–147 Turquía

Primera ventana
| 22 de febrero de 2024 | Islandia                                                          | 70–65                                 | Hungría                                                                  | Reikiavik |  |
| 19:30                 | Parciales: 16–19, 17–18, 16–14, 21–14                             | Parciales: 16–19, 17–18, 16–14, 21–14 | Parciales: 16–19, 17–18, 16–14, 21–14                                    | |  |
|                       | Estadísticas Hermannsson 17 Hlinason 11 Friðriksson 8 Hlinason 24 | Reporte Pts Reb Asts Val              | Estadísticas 12 Golomán, Perl 8 Hopkins, Golomán 6 Perl 14 Golomán, Perl | Pabellón: Laugardalshöll Asistencia: 2000 espectadores Árbitros: Andris Aunkrogers Ariadna Chueca Zdenko Tomašovič |  |

| 22 de febrero de 2024 | Italia                                             | 87–80                                 | Turquía                                                     | Pesaro |  |
| 20:30                 | Parciales: 24–24, 26–15, 18–17, 19–24              | Parciales: 24–24, 26–15, 18–17, 19–24 | Parciales: 24–24, 26–15, 18–17, 19–24                       | |  |
|                       | Estadísticas Melli 17 Procida 10 Pajola 7 Melli 19 | Reporte Pts Reb Asts Val              | Estadísticas 27 Biberović 8 Biberović 8 Sipahi 28 Biberović | Pabellón: Vitrifrigo Arena Asistencia: 8800 espectadores Árbitros: Antonio Conde Gatis Saliņš Carsten Straube |  |

| 25 de febrero de 2024 | Turquía                                          | 76–75                                 | Islandia                                                          | Estambul |  |
| 16:00                 | Parciales: 16–16, 19–14, 19–17, 22–28            | Parciales: 16–16, 19–14, 19–17, 22–28 | Parciales: 16–16, 19–14, 19–17, 22–28                             | |  |
|                       | Estadísticas Şanlı 20 Şanlı 12 Sipahi 7 Şanlı 24 | Reporte Pts Reb Asts Val              | Estadísticas 15 Hermannsson 10 Hlinason 5 Fridriksson 22 Hlinason | Pabellón: Sinan Erdem Dome Asistencia: 13 300 espectadores Árbitros: Ademir Zurapović Geert Jacobs Petar Pešić |  |

| 25 de febrero de 2024 | Hungría                                                      | 62–83                                | Italia                                                              | Szombathely                                                                                                   |  |
| 18:00                 | Parciales: 15–17, 22–19, 9–28, 16–19                         | Parciales: 15–17, 22–19, 9–28, 16–19 | Parciales: 15–17, 22–19, 9–28, 16–19                                | |  |
|                       | Estadísticas Perl 12 Hanga 6 tres jugadores 3 Hanga, Perl 11 | Reporte Pts Reb Asts Val             | Estadísticas 12 Tessitori, Bortolani 7 Tessitori 6 Pajola 16 Pajola | Pabellón: Arena Savaria Asistencia: 3000 espectadores Árbitros: Paulo Marques Gvidas Gedvilas Ilias Kounelles |  |

Segunda ventana
| 22 de noviembre de 2024 | Islandia                                                                              | 71–95                                 | Italia                                            | Reikiavik |  |
| 19:30                   | Parciales: 12–27, 13–22, 29–16, 17–30                                                 | Parciales: 12–27, 13–22, 29–16, 17–30 | Parciales: 12–27, 13–22, 29–16, 17–30             | |  |
|                         | Estadísticas Friðriksson, Hlinason 15 Hlinason 8 Friðriksson, Guðmundsson Hlinason 26 | Reporte Pts Reb Asts Val              | Estadísticas 19 Basile 10 Akele 8 Spissu 21 Akele | Pabellón: Laugardalshöll Asistencia: 2132 espectadores Árbitros: Boris Krejić Dariusz Zapolski Josip Jurčević |  |

| 22 de noviembre de 2024 | Turquía                                           | 92–66                                 | Hungría                                                     | Estambul |  |
| 20:30                   | Parciales: 27–20, 16–17, 19–12, 30–17             | Parciales: 27–20, 16–17, 19–12, 30–17 | Parciales: 27–20, 16–17, 19–12, 30–17                       | |  |
|                         | Estadísticas Hazer 25 Haltalı 9 Sipahi 6 Hazer 26 | Reporte Pts Reb Asts Val              | Estadísticas 16 Perl 7 Golomán 4 Vojvoda, Váradi 16 Golomán | Pabellón: Basketbol Geliştirme Merkezi Asistencia: 8573 espectadores Árbitros: Yohan Rosso Michał Proc Sergii Zashchuk |  |

| 25 de noviembre de 2024 | Hungría                                                           | 76–81                                 | Turquía                                           | Szombathely                                                                                                 |  |
| 18:00                   | Parciales: 14–21, 17–19, 23–14, 22–27                             | Parciales: 14–21, 17–19, 23–14, 22–27 | Parciales: 14–21, 17–19, 23–14, 22–27             | |  |
|                         | Estadísticas Golomán 14 Golomán, Perl 7 Hanga 9 tres jugadores 19 | Reporte Pts Reb Asts Val              | Estadísticas 33 Osman 11 Osman 11 Sipahi 36 Osman | Pabellón: Arena Savaria Asistencia: 2500 espectadores Árbitros: Boris Krejić Aleksandar Glišić Martin Vulić |  |

| 25 de noviembre de 2024 | Italia                                           | 74–81                                | Islandia                                                    | Reggio Emilia                                                                                     |  |
| 20:30                   | Parciales: 9–22, 20–10, 27–26, 18–23             | Parciales: 9–22, 20–10, 27–26, 18–23 | Parciales: 9–22, 20–10, 27–26, 18–23                        |                                                                                                   |  |
|                         | Estadísticas Ricci 18 Melli 11 Spissu 6 Ricci 20 | Reporte Pts Reb Asts Val             | Estadísticas 22 Pálsson 8 Hlinason 8 Friðriksson 24 Pálsson | Pabellón: PalaBigi Asistencia: 4500 espectadores Árbitros: Luis Castillo Petar Pešić Ivor Matějek |  |

Tercera ventana
| 20 de febrero de 2025 | Hungría                                                  | 87–78                                 | Islandia                                                              | Szombathely |  |
| 18:00                 | Parciales: 20–21, 28–11, 24–25, 15–21                    | Parciales: 20–21, 28–11, 24–25, 15–21 | Parciales: 20–21, 28–11, 24–25, 15–21                                 | |  |
|                       | Estadísticas Perl 25 Reuvers 9 Váradi, Somogyi 4 Perl 22 | Reporte Pts Reb Asts Val              | Estadísticas 25 Hermannsson 11 Hlinason 10 Friðriksson 27 Hermannsson | Pabellón: Schaeffler Arena Savaria Asistencia: 2300 espectadores Árbitros: Julio Anaya Georgios Poursanidis Carsten Straube |  |

| 20 de febrero de 2025 | Turquía                                          | 67–80                                 | Italia                                               | Estambul |  |
| 20:30                 | Parciales: 12–17, 19–31, 19–12, 17–20            | Parciales: 12–17, 19–31, 19–12, 17–20 | Parciales: 12–17, 19–31, 19–12, 17–20                | |  |
|                       | Estadísticas Osman 16 Osmani 9 Sipahi 7 Osman 12 | Reporte Pts Reb Asts Val              | Estadísticas 16 Bortolani 10 Diouf 6 Pajola 16 Diouf | Pabellón: Basketball Development Centre Asistencia: 8655 espectadores Árbitros: Ademir Zurapovic Andris Aunkrogers Blaz Zupancic |  |

| 23 de febrero de 2025 | Islandia                                                                       | 83–71                                 | Turquía                                           | Reikiavik |  |
| 19:30                 | Parciales: 26–16, 20–22, 23–16, 14–17                                          | Parciales: 26–16, 20–22, 23–16, 14–17 | Parciales: 26–16, 20–22, 23–16, 14–17             | |  |
|                       | Estadísticas Hermannsson 23 Hlinason 11 Steinarsson, Friðriksson 5 Hlinason 28 | Reporte Pts Reb Asts Val              | Estadísticas 16 Yaşar 8 Sipahi 10 Sipahi 19 Yaşar | Pabellón: Laugardalshöll Asistencia: 2300 espectadores Árbitros: Aleksandar Glisic Alexandre Deman Juozas Barkauskas |  |

| 23 de febrero de 2025 | Italia                                           | 67–71                                 | Hungría                                            | Reggio Calabria                                                                                              |  |
| 20:30                 | Parciales: 10–13, 17–19, 23–10, 17–29            | Parciales: 10–13, 17–19, 23–10, 17–29 | Parciales: 10–13, 17–19, 23–10, 17–29              | |  |
|                       | Estadísticas Akele 17 Pajola 5 Pajola 8 Akele 18 | Reporte Pts Reb Asts Val              | Estadísticas 20 Perl 7 Golomán 5 Vojvoda 18 Keller | Pabellón: PalaCalafiore Asistencia: 7000 espectadores Árbitros: Marius Ciulin Josip Jurcevic Ilias Kounelles |  |

#### Grupo C
| Pos. | Equipo      | PJ | G | P | GF  | GC  | DG  | Pts | Clasificación                  |  | LAT   | ESP   | BEL   | SVK   |
| ---- | ----------- | -- | - | - | --- | --- | --- | --- | ------------------------------ |  | ----- | ----- | ----- | ----- |
| 1    | Letonia (H) | 6  | 6 | 0 | 475 | 416 | +59 | 12  | EuroBasket 2025 como anfitrión |  | —     | 83–66 | 75–72 | 64–52 |
| 2    | España      | 6  | 3 | 3 | 413 | 415 | −2  | 9   | EuroBasket 2025                |  | 75–79 | —     | 59–52 | 84–71 |
| 3    | Bélgica     | 6  | 3 | 3 | 433 | 395 | +38 | 9   | EuroBasket 2025                |  | 83–85 | 58–53 | —     | 93–63 |
| 4    | Eslovaquia  | 6  | 0 | 6 | 386 | 481 | −95 | 6   |                                |  | 68–89 | 72–76 | 60–75 | —     |

 Fuente: FIBA
Criterios de clasificación: 1) Puntos; 2) Enfrentamientos directos; 3) Diferencia de puntos; 4) Puntos anotados.
Notas:
1. 1 2  España 112–110 Bélgica

Primera ventana
| 22 de febrero de 2024 | Eslovaquia                                                | 60–75                                | Bélgica                                                            | Bratislava |  |
| 18:00                 | Parciales: 13–25, 23–15, 18–24, 6–11                      | Parciales: 13–25, 23–15, 18–24, 6–11 | Parciales: 13–25, 23–15, 18–24, 6–11                               | |  |
|                       | Estadísticas Brodziansky 17 Pavelka 9 Ihring 4 Pavelka 19 | Reporte Pts Reb Asts Val             | Estadísticas 22 Obasohan 5 Delalieux, Tumba 4 Obasohan 18 Obasohan | Pabellón: Pasienky Arena Asistencia: 3068 espectadores Árbitros: Georgios Poursanidis Lorenzo Baldini Valentin Oliot |  |

| 22 de febrero de 2024 | España                                                        | 75–79                                 | Letonia                                                    | Zaragoza |  |
| 20:00                 | Parciales: 14–23, 23–17, 20–17, 18–22                         | Parciales: 14–23, 23–17, 20–17, 18–22 | Parciales: 14–23, 23–17, 20–17, 18–22                      | |  |
|                       | Estadísticas Brizuela 16 J. Hernangómez 7 Rubio 5 Pradilla 15 | Reporte Pts Reb Asts Val              | Estadísticas 18 Lomažs 6 Kurucs, Čavars 7 Lomažs 20 Lomažs | Pabellón: Pabellón Príncipe Felipe Asistencia: 10 734 espectadores Árbitros: Ademir Zurapović Igor Mitrovski Beniamino Manuel Attard |  |

| 25 de febrero de 2024 | Letonia                                                  | 64–52                                 | Eslovaquia                                                    | Riga |  |
| 17:05                 | Parciales: 15–10, 16–17, 14–11, 19–14                    | Parciales: 15–10, 16–17, 14–11, 19–14 | Parciales: 15–10, 16–17, 14–11, 19–14                         | |  |
|                       | Estadísticas Gražulis 18 Gražulis 9 Zoriks 4 Gražulis 22 | Reporte Pts Reb Asts Val              | Estadísticas 12 Krajčovič 5 Ihring, Mokran 6 Ihring 11 Ihring | Pabellón: Arena Riga Asistencia: 10 890 espectadores Árbitros: Saverio Lanzarini Viola Györgyi Alexandre Deman |  |

| 25 de febrero de 2024 | Bélgica                                                | 58–53                                | España                                                                         | Charleroi |  |
| 17:30                 | Parciales: 11–14, 8–12, 21–13, 18–14                   | Parciales: 11–14, 8–12, 21–13, 18–14 | Parciales: 11–14, 8–12, 21–13, 18–14                                           | |  |
|                       | Estadísticas Obasohan 19 Gillet 8 Schwartz 4 Gillet 22 | Reporte Pts Reb Asts Val             | Estadísticas 14 Brizuela 7 López-Arostegui 3 Brizuela, Rubio 10 Brizuela, Sima | Pabellón: Dome Charleroi Asistencia: 6500 espectadores Árbitros: Boris Krejić Nicolás Maestre Carsten Straube |  |

Segunda ventana
| 22 de noviembre de 2024 | Eslovaquia                                                          | 72–76 2TE                                              | España                                                 | Bratislava |  |
| 18:00                   | Parciales: 10–14, 15–24, 21–10, 13–11 (T.E.: 8–8, 5–9)              | Parciales: 10–14, 15–24, 21–10, 13–11 (T.E.: 8–8, 5–9) | Parciales: 10–14, 15–24, 21–10, 13–11 (T.E.: 8–8, 5–9) | |  |
|                         | Estadísticas Brodziansky 23 Brodziansky 10 Ihring 10 Brodziansky 22 | Reporte Pts Reb Asts Val                               | Estadísticas 21 Yusta 10 Yusta 5 Alocén 19 Yusta       | Pabellón: TIPOS Arena Asistencia: 10 046 espectadores Árbitros: Martin Vulić Cecília Montgomery-Tóth Péter Praksch |  |

| 22 de noviembre de 2024 | Letonia                                               | 75–72                                 | Bélgica                                                                | Riga |  |
| 19:00                   | Parciales: 17–25, 25–19, 17–13, 16–15                 | Parciales: 17–25, 25–19, 17–13, 16–15 | Parciales: 17–25, 25–19, 17–13, 16–15                                  | |  |
|                         | Estadísticas Zoriks 22 Strautiņš 9 Zoriks 8 Zoriks 25 | Reporte Pts Reb Asts Val              | Estadísticas 18 Obasohan 8 de Ridder 6 Obasohan 17 de Ridder, Obasohan | Pabellón: Arena Riga Asistencia: 8827 espectadores Árbitros: Ademir Zurapović Yener Yılmaz Ivor Matějek |  |

| 25 de noviembre de 2024 | España                                             | 84–71                                 | Eslovaquia                                                    | Orense |  |
| 20:00                   | Parciales: 22–18, 25–14, 24–25, 13–14              | Parciales: 22–18, 25–14, 24–25, 13–14 | Parciales: 22–18, 25–14, 24–25, 13–14                         | |  |
|                         | Estadísticas Yusta 25 Pradilla 8 Alocén 7 Yusta 26 | Reporte Pts Reb Asts Val              | Estadísticas 19 Brodziansky 7 Malovec 8 Ihring 18 Brodziansky | Pabellón: Pazo dos Deportes Paco Paz Asistencia: 3995 espectadores Árbitros: Michał Proc Igor Mitrovski Josip Jurčević |  |

| 25 de noviembre de 2024 | Bélgica                                                                      | 83–85                                 | Letonia                                               | Charleroi |  |
| 20:15                   | Parciales: 20–16, 21–20, 25–22, 17–27                                        | Parciales: 20–16, 21–20, 25–22, 17–27 | Parciales: 20–16, 21–20, 25–22, 17–27                 | |  |
|                         | Estadísticas Lecomte, Obasohan 20 Vanwijn, van Vliet 7 Obasohan 6 Lecomte 22 | Reporte Pts Reb Asts Val              | Estadísticas 19 Lomažs 9 Strautiņš 7 Lomažs 24 Lomažs | Pabellón: Dome Charleroi Asistencia: 2500 espectadores Árbitros: Saverio Lanzarini Péter Praksch Zafer Yılmaz |  |

Tercera ventana
| 20 de febrero de 2025 | Bélgica                                                    | 93–63                                 | Eslovaquia                                                                     | Charleroi                                                                                                 |  |
| 20:15                 | Parciales: 21–24, 25–13, 23–10, 24–16                      | Parciales: 21–24, 25–13, 23–10, 24–16 | Parciales: 21–24, 25–13, 23–10, 24–16                                          | |  |
|                       | Estadísticas Obasohan 21 Obasohan 8 Obasohan 8 Obasohan 27 | Reporte Pts Reb Asts Val              | Estadísticas 19 Brodziansky 7 Ihring, Malovec 8 Ihring 16 Brodziansky, Malovec | Pabellón: Dome Charleroi Asistencia: 2889 espectadores Árbitros: Marius Ciulin Alexandre Deman Can Mavisu |  |

| 20 de febrero de 2025 | Letonia                                                        | 83–66                                 | España                                                                 | Riga |  |
| 19:30                 | Parciales: 20–17, 21–17, 22–16, 20–16                          | Parciales: 20–17, 21–17, 22–16, 20–16 | Parciales: 20–17, 21–17, 22–16, 20–16                                  | |  |
|                       | Estadísticas Kurucs 28 Kurucs, Gražulis 7 Gražulis 6 Kurucs 35 | Reporte Pts Reb Asts Val              | Estadísticas 15 Yusta 6 López-Arostegui, González 3 Villar 12 González | Pabellón: Arena Riga Asistencia: 11 135 espectadores Árbitros: Wojciech Liszka Mihkel Männiste Ivor Matejek |  |

| 23 de febrero de 2025 | Eslovaquia                                                          | 68–89                                 | Letonia                                                   | Bratislava                                                                                               |  |
| 17:00                 | Parciales: 15–20, 18–19, 18–30, 17–20                               | Parciales: 15–20, 18–19, 18–30, 17–20 | Parciales: 15–20, 18–19, 18–30, 17–20                     | |  |
|                       | Estadísticas Ihring, Mokran 13 Malovec 7 Ihring 7 Ihring, Mokran 14 | Reporte Pts Reb Asts Val              | Estadísticas 19 Šiliņš 5 Laksa 5 Kurucs, Zoriks 19 Šiliņš | Pabellón: Gopass Arena Asistencia: 2460 espectadores Árbitros: Paulo Marques Viola Györgyi Blaž Zupančič |  |

| 23 de febrero de 2025 | España                                                                                | 59–52                                 | Bélgica                                               | León |  |
| 17:00                 | Parciales: 11–11, 11–14, 20–15, 17–12                                                 | Parciales: 11–11, 11–14, 20–15, 17–12 | Parciales: 11–11, 11–14, 20–15, 17–12                 | |  |
|                       | Estadísticas López-Arostegui 13 Almansa, Guerrero 5 Saint-Supery 4 López-Arostegui 12 | Reporte Pts Reb Asts Val              | Estadísticas 21 Mwema 13 de Ridder 5 Meeusen 20 Mwema | Pabellón: Palacio de los Deportes de León Asistencia: 4587 espectadores Árbitros: Julio Anaya Martin Horozov Orhan Çağrı Hekimoğlu |  |

#### Grupo D
| Pos. | Equipo     | PJ | G | P | GF  | GC  | DG  | Pts | Clasificación   |  | GER   | MNE   | SWE   | BUL   |
| ---- | ---------- | -- | - | - | --- | --- | --- | --- | --------------- |  | ----- | ----- | ----- | ----- |
| 1    | Alemania   | 6  | 4 | 2 | 488 | 423 | +65 | 10  | EuroBasket 2025 |  | —     | 85–61 | 80–61 | 94–85 |
| 2    | Montenegro | 6  | 3 | 3 | 490 | 484 | +6  | 9   | EuroBasket 2025 |  | 76–95 | —     | 95–70 | 85–62 |
| 3    | Suecia     | 6  | 3 | 3 | 451 | 481 | −30 | 9   | EuroBasket 2025 |  | 73–72 | 86–83 | —     | 84–70 |
| 4    | Bulgaria   | 6  | 2 | 4 | 451 | 492 | −41 | 8   |                 |  | 67–62 | 86–90 | 81–77 | —     |

 Fuente: FIBA
Criterios de clasificación: 1) Puntos; 2) Enfrentamientos directos; 3) Diferencia de puntos; 4) Puntos anotados.
Notas:
1. 1 2  Montenegro 178–156 Suecia

Primera ventana
| 22 de febrero de 2024 | Suecia                                                           | 84–70                                 | Bulgaria                                                        | Partille |  |
| 19:00                 | Parciales: 29–22, 21–21, 12–12, 22–15                            | Parciales: 29–22, 21–21, 12–12, 22–15 | Parciales: 29–22, 21–21, 12–12, 22–15                           | |  |
|                       | Estadísticas Pantzar 16 Gaddefors 9 Pantzar 5 Spires, Pantzar 19 | Reporte Pts Reb Asts Val              | Estadísticas 21 Miller-Mcintyre 13 Minchev 4 Ivanov 17 Zahariev | Pabellón: Partille Arena Asistencia: 4567 espectadores Árbitros: Boris Krejić Mihkel Männiste Ilias Kounelles |  |

| 22 de febrero de 2024 | Alemania                                                      | 85–61                                 | Montenegro                                                            | Ludwigsburg                                                                                        |  |
| 19:30                 | Parciales: 28–10, 19–20, 11–20, 27–11                         | Parciales: 28–10, 19–20, 11–20, 27–11 | Parciales: 28–10, 19–20, 11–20, 27–11                                 | |  |
|                       | Estadísticas da Silva 19 da Silva 7 Weiler-Babb 5 da Silva 29 | Reporte Pts Reb Asts Val              | Estadísticas 16 Perry 8 Nikolić 1 cinco jugadores 11 Radović, Nikolić | Pabellón: MHPArena Asistencia: 4141 espectadores Árbitros: Yohan Rosso Paulo Marques Péter Praksch |  |

| 25 de febrero de 2024 | Bulgaria                                                                                | 67–62                               | Alemania                                                    | Botevgrad |  |
| 17:00                 | Parciales: 7–19, 21–8, 11–18, 28–17                                                     | Parciales: 7–19, 21–8, 11–18, 28–17 | Parciales: 7–19, 21–8, 11–18, 28–17                         | |  |
|                       | Estadísticas Miller-McIntyre 23 cuatro jugadores 5 Miller-McIntyre 4 Miller-McIntyre 21 | Reporte Pts Reb Asts Val            | Estadísticas 15 da Silva 12 da Silva 4 da Silva 21 da Silva | Pabellón: Arena Botevgrad Asistencia: 4500 espectadores Árbitros: Marius Ciulin Martin Vulić Vladimir Jevtović |  |

| 25 de febrero de 2024 | Montenegro                                             | 95–70                                 | Suecia                                                | Podgorica |  |
| 19:00                 | Parciales: 27–24, 23–13, 25–20, 20–13                  | Parciales: 27–24, 23–13, 25–20, 20–13 | Parciales: 27–24, 23–13, 25–20, 20–13                 | |  |
|                       | Estadísticas Perry 18 Simonović 8 Perry 5 Simonović 26 | Reporte Pts Reb Asts Val              | Estadísticas 15 Njie 8 Gaddefors 4 Borg, Njie 17 Njie | Pabellón: Morača Sports Center Asistencia: 5500 espectadores Árbitros: Antonio Conde Andris Aunkrogers Valentin Oliot |  |

Segunda ventana
| 22 de noviembre de 2024 | Suecia                                                                        | 73–72                                 | Alemania                                                   | Estocolmo                                                                                                   |  |
| 18:30                   | Parciales: 26–18, 11–19, 18–19, 18–16                                         | Parciales: 26–18, 11–19, 18–19, 18–16 | Parciales: 26–18, 11–19, 18–19, 18–16                      | |  |
|                         | Estadísticas Håkanson 22 Czerapowicz, Birgander 6 Pantzar, Njie 3 Håkanson 16 | Reporte Pts Reb Asts Val              | Estadísticas 43 Krämer 9 Osetkowski 5 Osetkowski 41 Krämer | Pabellón: Hovet Asistencia: 8906 espectadores Árbitros: Georgios Poursanidis Lorenzo Baldini Marek Kúkelčík |  |

| 22 de noviembre de 2024 | Montenegro                                                 | 85–62                                 | Bulgaria                                               | Podgorica |  |
| 19:00                   | Parciales: 20–16, 24–11, 21–25, 20–10                      | Parciales: 20–16, 24–11, 21–25, 20–10 | Parciales: 20–16, 24–11, 21–25, 20–10                  | |  |
|                         | Estadísticas Perry 18 Simonović 10 Ivanović 4 Simonović 16 | Reporte Pts Reb Asts Val              | Estadísticas 17 Dimitrov 7 Minchev 4 Young 12 Dimitrov | Pabellón: Morača Sports Center Asistencia: 2318 espectadores Árbitros: Saverio Lanzarini Kerem Baki Juozas Barkauskas |  |

| 25 de noviembre de 2024 | Bulgaria                                                  | 86–90                                 | Montenegro                                                   | Botevgrad |  |
| 19:00                   | Parciales: 21–22, 27–19, 19–25, 19–24                     | Parciales: 21–22, 27–19, 19–25, 19–24 | Parciales: 21–22, 27–19, 19–25, 19–24                        | |  |
|                         | Estadísticas Ivanov 26 Alipiev 6 Young, Ivanov 4 Young 28 | Reporte Pts Reb Asts Val              | Estadísticas 31 Perry 7 Dubljević 4 Ivanović, Perry 32 Perry | Pabellón: Arena Botevgrad Asistencia: 2500 espectadores Árbitros: Georgios Poursanidis Lorenzo Baldini Marek Kúkelčík |  |

| 25 de noviembre de 2024 | Alemania                                                        | 80–61                                 | Suecia                                                | Heidelberg |  |
| 19:30                   | Parciales: 23–19, 18–12, 19–17, 20–13                           | Parciales: 23–19, 18–12, 19–17, 20–13 | Parciales: 23–19, 18–12, 19–17, 20–13                 | |  |
|                         | Estadísticas Thiemann 16 Thiemann 9 Kayil, Krämer 4 Thiemann 19 | Reporte Pts Reb Asts Val              | Estadísticas 15 Njie 6 Gaddefors 5 Pantzar 16 Pantzar | Pabellón: SNP Dome Asistencia: 4380 espectadores Árbitros: Fernando Calatrava Yener Yılmaz Cecília Montgomery-Tóth |  |

Tercera ventana
| 20 de febrero de 2025 | Bulgaria                                                           | TE 81–77                                          | Suecia                                                        | Botevgrad |  |
| 19:30                 | Parciales: 25–22, 9–17, 24–15, 12–16 (T.E.: 11–7)                  | Parciales: 25–22, 9–17, 24–15, 12–16 (T.E.: 11–7) | Parciales: 25–22, 9–17, 24–15, 12–16 (T.E.: 11–7)             | |  |
|                       | Estadísticas Vezenkov 40 Vezenkov 18 Miller-McIntyre 9 Vezenkov 49 | Reporte Pts Reb Asts Val                          | Estadísticas 22 Pantzar 13 Birgander 5 Birgander 24 Birgander | Pabellón: Arena Botevgrad Asistencia: 5000 espectadores Árbitros: Aleksandar Glisic Ofer Manheim Josip Jurcevic |  |

| 20 de febrero de 2025 | Montenegro                                                   | 76–95                                 | Alemania                                               | Podgorica |  |
| 19:00                 | Parciales: 17–26, 21–24, 13–25, 25–20                        | Parciales: 17–26, 21–24, 13–25, 25–20 | Parciales: 17–26, 21–24, 13–25, 25–20                  | |  |
|                       | Estadísticas Simonović 22 Simonović 7 Popovic 5 Simonović 21 | Reporte Pts Reb Asts Val              | Estadísticas 16 Thiemann 7 Pleiß 6 Hollatz 20 Thiemann | Pabellón: Centro Deportivo Morača Asistencia: 5233 espectadores Árbitros: Yohan Rosso Kerem Baki Geert Jacobs |  |

| 23 de febrero de 2025 | Suecia                                                               | TE 86–83                                            | Montenegro                                                   | Estocolmo                                                                                           |  |
| 17:30                 | Parciales: 20–14, 12–19, 21–18, 19–21 (T.E.: 14–11)                  | Parciales: 20–14, 12–19, 21–18, 19–21 (T.E.: 14–11) | Parciales: 20–14, 12–19, 21–18, 19–21 (T.E.: 14–11)          | |  |
|                       | Estadísticas Birgander 19 Birgander 12 tres jugadores 4 Birgander 26 | Reporte Pts Reb Asts Val                            | Estadísticas 26 Ivanović 7 Radebaugh 4 Ivanović 23 Radebaugh | Pabellón: Hovet Asistencia: 7985 espectadores Árbitros: Antonio Conde Yener Yılmaz Dariusz Zapolski |  |

| 23 de febrero de 2025 | Alemania                                                                    | 94–85                                 | Bulgaria                                              | Bamberg |  |
| 17:30                 | Parciales: 28–21, 34–14, 13–22, 19–28                                       | Parciales: 28–21, 34–14, 13–22, 19–28 | Parciales: 28–21, 34–14, 13–22, 19–28                 | |  |
|                       | Estadísticas Krämer 14 Pleiß, Thiemann 6 tres jugadores 3 Theis, Hollatz 13 | Reporte Pts Reb Asts Val              | Estadísticas 17 Ivanov 5 Minchev 6 Ivanov 18 Dimitrov | Pabellón: Brose Arena Asistencia: 5500 espectadores Árbitros: Georgios Poursanidis Petar Pesic Martin Vulic |  |

#### Grupo E
| Pos. | Equipo               | PJ | G | P | GF  | GC  | DG   | Pts | Clasificación                  |  | FRA   | BIH   | CRO    | CYP    |
| ---- | -------------------- | -- | - | - | --- | --- | ---- | --- | ------------------------------ |  | ----- | ----- | ------ | ------ |
| 1    | Francia              | 6  | 6 | 0 | 466 | 408 | +58  | 12  | EuroBasket 2025                |  | —     | 76–74 | 73–61  | 85–70  |
| 2    | Bosnia y Herzegovina | 6  | 3 | 3 | 531 | 457 | +74  | 9   | EuroBasket 2025                |  | 64–74 | —     | 110–90 | 108–62 |
| 3    | Croacia              | 6  | 3 | 3 | 516 | 472 | +44  | 9   |                                |  | 80–83 | 89–76 | —      | 92–63  |
| 4    | Chipre (H)           | 6  | 0 | 6 | 387 | 563 | −176 | 6   | EuroBasket 2025 como anfitrión |  | 59–75 | 66–99 | 67–104 | —      |

 Fuente: FIBA
Criterios de clasificación: 1) Puntos; 2) Enfrentamientos directos; 3) Diferencia de puntos; 4) Puntos anotados.
Notas:
1. 1 2  Bosnia y Herzegovina 186–179 Croacia

Primera ventana
| 23 de febrero de 2024 | Chipre                                                 | 66–99                                 | Bosnia y Herzegovina                                  | Nicosia |  |
| 19:00                 | Parciales: 27–28, 11–23, 18–26, 10–22                  | Parciales: 27–28, 11–23, 18–26, 10–22 | Parciales: 27–28, 11–23, 18–26, 10–22                 | |  |
|                       | Estadísticas Willis 22 Willis 13 Stylianou 3 Willis 26 | Reporte Pts Reb Asts Val              | Estadísticas 26 Musa 10 Kamenjaš 8 Atić, Musa Musa 32 | Pabellón: Eleftheria Indoor Hall Asistencia: 3000 espectadores Árbitros: Martin Horozov Ofer Manheim Marek Kúkelčík |  |

| 23 de febrero de 2024 | Francia                                                                                  | 73–61                                 | Croacia                                                              | Brest |  |
| 20:30                 | Parciales: 15–14, 20–16, 22–14, 16–17                                                    | Parciales: 15–14, 20–16, 22–14, 16–17 | Parciales: 15–14, 20–16, 22–14, 16–17                                | |  |
|                       | Estadísticas Luwawu-Cabarrot 15 Cordinier 6 Albicy, Inglis 4 Luwawu-Cabarrot, Lessort 15 | Reporte Pts Reb Asts Val              | Estadísticas 22 Hezonja 5 tres jugadores 3 tres jugadores 18 Hezonja | Pabellón: Brest Arena Asistencia: 5017 espectadores Árbitros: Wojciech Liszka Michał Proc Mehmet Karabilecen |  |

| 26 de febrero de 2024 | Bosnia y Herzegovina                               | 64–74                                 | Francia                                                   | Tuzla                                                                                                   |  |
| 19:00                 | Parciales: 15–16, 17–18, 16–23, 16–17              | Parciales: 15–16, 17–18, 16–23, 16–17 | Parciales: 15–16, 17–18, 16–23, 16–17                     | |  |
|                       | Estadísticas Musa 15 Kamenjaš 6 Musa 3 Kamenjaš 16 | Reporte Pts Reb Asts Val              | Estadísticas 16 Yabusele 9 Yabusele 3 Yabusele 19 Poirier | Pabellón: SKPC Mejdan Asistencia: 4500 espectadores Árbitros: Luis Castillo Kerem Baki Dariusz Zapolski |  |

| 26 de febrero de 2024 | Croacia                                                          | 92–63                                | Chipre                                                            | Rijeka |  |
| 20:00                 | Parciales: 22–8, 26–16, 22–26, 22–13                             | Parciales: 22–8, 26–16, 22–26, 22–13 | Parciales: 22–8, 26–16, 22–26, 22–13                              | |  |
|                       | Estadísticas Prkačin 24 Prkačin, Hezonja 10 Kapusta 8 Prkačin 34 | Reporte Pts Reb Asts Val             | Estadísticas 17 Simitzis 9 Willis 3 Willis, Mantovani 17 Simitzis | Pabellón: Zamet Sports Centre Asistencia: 2500 espectadores Árbitros: Radomir Vojinović Ventsislav Velikov Can Mavisu |  |

Segunda ventana
| 21 de noviembre de 2024 | Chipre                                                 | 59–75                                | Francia                                                                 | Nicosia |  |
| 19:00                   | Parciales: 15–20, 16–17, 19–14, 9–24                   | Parciales: 15–20, 16–17, 19–14, 9–24 | Parciales: 15–20, 16–17, 19–14, 9–24                                    | |  |
|                         | Estadísticas Simitzis 22 Willis 6 Tigkas 4 Simitzis 25 | Reporte Pts Reb Asts Val             | Estadísticas 15 Makoundou, Bouteille 7 Makoundou 5 Benitez 23 Makoundou | Pabellón: Eleftheria Indoor Hall Asistencia: 1500 espectadores Árbitros: Ariadna Chueca Carsten Straube Ofer Manheim |  |

| 21 de noviembre de 2024 | Croacia                                        | 89–76                                 | Bosnia y Herzegovina                                 | Zagreb |  |
| 20:00                   | Parciales: 30–19, 20–29, 23–12, 16–16          | Parciales: 30–19, 20–29, 23–12, 16–16 | Parciales: 30–19, 20–29, 23–12, 16–16                | |  |
|                         | Estadísticas Božič 25 Božič 9 Smith 4 Božič 34 | Reporte Pts Reb Asts Val              | Estadísticas 18 Gegić 8 Gegić 6 Atić 17 Gegić, Lazić | Pabellón: Centro de Baloncesto Dražen Petrović Asistencia: 4000 espectadores Árbitros: Mārtiņš Kozlovskis Marius Ciulin Gintaras Mačiulis |  |

| 24 de noviembre de 2024 | Francia                                                             | 85–70                                 | Chipre                                                     | Poitiers |  |
| 17:00                   | Parciales: 28–14, 19–20, 21–24, 17–12                               | Parciales: 28–14, 19–20, 21–24, 17–12 | Parciales: 28–14, 19–20, 21–24, 17–12                      | |  |
|                         | Estadísticas Bouteille 15 Pansa, Bouteille 7 Benitez 6 Bouteille 19 | Reporte Pts Reb Asts Val              | Estadísticas 18 Tigkas, Willis 9 Willis 5 Tigkas 22 Willis | Pabellón: Arena Futuroscope Asistencia: 4864 espectadores Árbitros: Marius Ciulin Viola Györgyi Zdenko Tomašovič |  |

| 24 de noviembre de 2024 | Bosnia y Herzegovina                                    | 110–90                                | Croacia                                              | Sarajevo |  |
| 18:00                   | Parciales: 22–21, 28–29, 33–13, 27–27                   | Parciales: 22–21, 28–29, 33–13, 27–27 | Parciales: 22–21, 28–29, 33–13, 27–27                | |  |
|                         | Estadísticas Kamenjaš 21 Kamenjaš 10 Musa 5 Kamenjaš 29 | Reporte Pts Reb Asts Val              | Estadísticas 28 Hezonja 6 Hezonja 6 Božič 26 Hezonja | Pabellón: Skenderija Hall Asistencia: 5500 espectadores Árbitros: Antonio Conde Wojciech Liszka Gvidas Gedvilas |  |

Tercera ventana
| 21 de febrero de 2025 | Bosnia y Herzegovina                             | 108–62                                | Chipre                                              | Tuzla |  |
| 20:00                 | Parciales: 28–14, 25–15, 29–21, 26–12            | Parciales: 28–14, 25–15, 29–21, 26–12 | Parciales: 28–14, 25–15, 29–21, 26–12               | |  |
|                       | Estadísticas Musa 31 Vrabac 8 Atić 8 Kamenjaš 27 | Reporte Pts Reb Asts Val              | Estadísticas 11 Michail 6 Jung 3 Michail 13 Michail | Pabellón: SKPC Mejdan Asistencia: 4500 espectadores Árbitros: Saverio Lanzarini Gintaras Maciulis Cecília Montgomery-Tóth |  |

| 21 de febrero de 2025 | Croacia                                               | 80–83                                 | Francia                                          | Zadar |  |
| 20:00                 | Parciales: 17–20, 18–17, 16–22, 29–24                 | Parciales: 17–20, 18–17, 16–22, 29–24 | Parciales: 17–20, 18–17, 16–22, 29–24            | |  |
|                       | Estadísticas Hezonja 37 Hezonja 11 Mavra 4 Hezonja 33 | Reporte Pts Reb Asts Val              | Estadísticas 16 Okobo 7 Massa 5 Strazel 18 Massa | Pabellón: Jazine Arena Asistencia: 2700 espectadores Árbitros: Manuel Mazzoni Mārtiņš Kozlovskis Gatis Saliņš |  |

| 24 de febrero de 2025 | Chipre                                                 | 67–104                                | Croacia                                                 | Nicosia |  |
| 19:00                 | Parciales: 14–26, 11–22, 18–26, 24–30                  | Parciales: 14–26, 11–22, 18–26, 24–30 | Parciales: 14–26, 11–22, 18–26, 24–30                   | |  |
|                       | Estadísticas Simitzis 25 Willis 8 Tigkas 7 Simitzis 21 | Reporte Pts Reb Asts Val              | Estadísticas 40 Hezonja 11 Hezonja 7 Hezonja 47 Hezonja | Pabellón: Pabellón cubierto Eleftheria Asistencia: 3000 espectadores Árbitros: Gvidas Gedvilas Andris Aunkrogers Mihkel Männiste |  |

| 24 de febrero de 2025 | Francia                                                            | 76–74                                 | Bosnia y Herzegovina                                             | Orleans                                                                                               |  |
| 21:10                 | Parciales: 18–21, 16–11, 17–25, 25–17                              | Parciales: 18–21, 16–11, 17–25, 25–17 | Parciales: 18–21, 16–11, 17–25, 25–17                            | |  |
|                       | Estadísticas Makoundou, Strazel 15 Cornelie 6 Okobo 4 Makoundou 22 | Reporte Pts Reb Asts Val              | Estadísticas 16 Castaneda 11 Kamenjaš 3 tres jugadores 19 Vrabac | Pabellón: Co'met Asistencia: 6769 espectadores Árbitros: Wojciech Liszka Lorenzo Baldini Ivor Matejek |  |

#### Grupo F
| Pos. | Equipo          | PJ | G | P | GF  | GC  | DG  | Pts | Clasificación   |  | GRE   | GBR   | CZE   | NED   |
| ---- | --------------- | -- | - | - | --- | --- | --- | --- | --------------- |  | ----- | ----- | ----- | ----- |
| 1    | Grecia          | 6  | 5 | 1 | 451 | 418 | +33 | 11  | EuroBasket 2025 |  | —     | 77–67 | 72–64 | 63–53 |
| 2    | Gran Bretaña    | 6  | 4 | 2 | 489 | 477 | +12 | 10  | EuroBasket 2025 |  | 73–72 | —     | 96–75 | 98–94 |
| 3    | República Checa | 6  | 2 | 4 | 484 | 494 | −10 | 8   | EuroBasket 2025 |  | 89–93 | 90–82 | —     | 96–74 |
| 4    | Países Bajos    | 6  | 1 | 5 | 439 | 474 | −35 | 7   |                 |  | 72–74 | 69–73 | 77–70 | —     |

 Fuente: FIBA
Criterios de clasificación: 1) Puntos; 2) Enfrentamientos directos; 3) Diferencia de puntos; 4) Puntos anotados.
Primera ventana
| 23 de febrero de 2024 | Gran Bretaña                                         | 98–94                                 | Países Bajos                                                                 | Newcastle upon Tyne |  |
| 19:30                 | Parciales: 28–23, 27–18, 16–25, 27–28                | Parciales: 28–23, 27–18, 16–25, 27–28 | Parciales: 28–23, 27–18, 16–25, 27–28                                        | |  |
|                       | Estadísticas Hesson 23 Wheatle 6 Nelson 12 Hesson 31 | Reporte Pts Reb Asts Val              | Estadísticas 23 van der Vuurst 5 Nzekwesi 9 van der Vuurst 27 van der Vuurst | Pabellón: Vertu Motors Arena Asistencia: 2213 espectadores Árbitros: Fernando Calatrava Can Mavisu Sergio Manuel Rodríguez |  |

| 23 de febrero de 2024 | Grecia                                                             | 72–64                                 | República Checa                                                   | El Pireo |  |
| 21:00                 | Parciales: 12–15, 20–16, 21–19, 19–14                              | Parciales: 12–15, 20–16, 21–19, 19–14 | Parciales: 12–15, 20–16, 21–19, 19–14                             | |  |
|                       | Estadísticas Mitoglou 22 Walkup, Papanikolaou 8 Walkup 8 Walkup 27 | Reporte Pts Reb Asts Val              | Estadísticas 13 Balvín 10 Balvín 6 Satoranský, Bohačík 18 Peterka | Pabellón: Estadio de la Paz y la Amistad Asistencia: 12 439 espectadores Árbitros: Luis Castillo Gvidas Gedvilas Sergii Zashchuk |  |

| 26 de febrero de 2024 | Países Bajos                                                                 | 72–74                                 | Grecia                                                                 | La Haya |  |
| 19:30                 | Parciales: 12–16, 27–16, 19–30, 14–12                                        | Parciales: 12–16, 27–16, 19–30, 14–12 | Parciales: 12–16, 27–16, 19–30, 14–12                                  | |  |
|                       | Estadísticas Schaftenaar 13 van der Vuurst 6 van der Vuurst 6 Schaftenaar 17 | Reporte Pts Reb Asts Val              | Estadísticas 26 Toliopoulos 5 Kouzeloglou 8 Toliopoulos 27 Toliopoulos | Pabellón: Sportcampus Zuiderpark Asistencia: 3600 espectadores Árbitros: Manuel Mazzoni Péter Praksch Igor Mitrovski |  |

| 26 de febrero de 2024 | República Checa                                                  | 90–82                                 | Gran Bretaña                                                        | Pardubice                                                                                                  |  |
| 20:15                 | Parciales: 24–25, 25–22, 19–15, 22–20                            | Parciales: 24–25, 25–22, 19–15, 22–20 | Parciales: 24–25, 25–22, 19–15, 22–20                               | |  |
|                       | Estadísticas Satoranský 21 Balvín 10 Satoranský 10 Satoranský 29 | Reporte Pts Reb Asts Val              | Estadísticas 19 Killeya-Jones 9 Killeya-Jones 10 Wheatle 28 Wheatle | Pabellón: Enteria arena Asistencia: 4812 espectadores Árbitros: Wojciech Liszk Yener Yılmaz Josip Jurčević |  |

Segunda ventana
| 21 de noviembre de 2024 | República Checa                                              | 96–74                                 | Países Bajos                                                               | Pardubice                                                                                                  |  |
| 18:00                   | Parciales: 21–21, 25–24, 30–16, 20–13                        | Parciales: 21–21, 25–24, 30–16, 20–13 | Parciales: 21–21, 25–24, 30–16, 20–13                                      | |  |
|                         | Estadísticas Bohačík 18 Balvín 9 Peterka, Sehnal 6 Balint 19 | Reporte Pts Reb Asts Val              | Estadísticas 20 van der Vuurst 5 Franke 4 tres jugadores 20 van der Vuurst | Pabellón: Enteria arena Asistencia: 4076 espectadores Árbitros: Gatis Saliņš Alexandre Deman Blaž Zupančič |  |

| 21 de noviembre de 2024 | Gran Bretaña                                               | 73–72                                  | Grecia                                                                   | Londres                                                                                                   |  |
| 19:30                   | Parciales:' 16–26, 17–15, 18–10, 22–21                     | Parciales:' 16–26, 17–15, 18–10, 22–21 | Parciales:' 16–26, 17–15, 18–10, 22–21                                   | |  |
|                         | Estadísticas Olaseni 16 Olaseni, Hesson 8 Ellis 8 Ellis 22 | Reporte Pts Reb Asts Val               | Estadísticas 14 Toliopoulos 8 Zougris 3 Toliopoulos, Mouratos 14 Zougris | Pabellón: Copper Box Asistencia: 4860 espectadores Árbitros: Antonio Conde Mihkel Männiste Valentin Oliot |  |

| 24 de noviembre de 2024 | Países Bajos                                                                | 77–70                                 | República Checa                                              | La Haya |  |
| 15:00                   | Parciales: 25–10, 12–17, 17–14, 23–29                                       | Parciales: 25–10, 12–17, 17–14, 23–29 | Parciales: 25–10, 12–17, 17–14, 23–29                        | |  |
|                         | Estadísticas van der Vuurst, Kraag 13 Edwards 7 van der Vuurst 6 Edwards 18 | Reporte Pts Reb Asts Val              | Estadísticas 19 Kyzlink 13 Balvín 6 Balvín, Sehnal 30 Balvín | Pabellón: Sportcampus Zuiderpark Asistencia: 3479 espectadores Árbitros: Ariadna Chueca Gintaras Mačiulis Valentin Oliot |  |

| 24 de noviembre de 2024 | Grecia                                                                                   | 77–67                                 | Gran Bretaña                                   | Salónica |  |
| 18:300                  | Parciales: 17–15, 23–17, 17–18, 20–17                                                    | Parciales: 17–15, 23–17, 17–18, 20–17 | Parciales: 17–15, 23–17, 17–18, 20–17          | |  |
|                         | Estadísticas Kalaitzakis, Papanikolaou 14 Papanikolaou 10 Papanikolaou 7 Papanikolaou 22 | Reporte Pts Reb Asts Val              | Estadísticas 14 Hesson 7 Akin 4 Ellis 15 Ellis | Pabellón: P.A.O.K. Sports Arena Asistencia: 8200 espectadores Árbitros: Manuel Mazzoni Ventsislav Velikov Siniša Prpa |  |

Tercera ventana
| 21 de febrero de 2025 | Países Bajos                                               | 69–73                                 | Gran Bretaña                                          | La Haya |  |
| 19:30                 | Parciales: 14–20, 15–11, 21–18, 19–24                      | Parciales: 14–20, 15–11, 21–18, 19–24 | Parciales: 14–20, 15–11, 21–18, 19–24                 | |  |
|                       | Estadísticas Franke 22 Kraag 9 van der Vuurst 7 Edwards 22 | Reporte Pts Reb Asts Val              | Estadísticas 18 Olaseni 14 Olaseni 4 Ellis 25 Olaseni | Pabellón: Sportcampus Zuiderpark Asistencia: 3748 espectadores Árbitros: Lorenzo Baldini Petar Pešić Viola Györgyi |  |

| 21 de febrero de 2025 | República Checa                                            | 89–93 TE                                            | Grecia                                                                | Pardubice |  |
| 18:00                 | Parciales: 13–27, 27–10, 14–23, 23–17 (T.E.: 12–16)        | Parciales: 13–27, 27–10, 14–23, 23–17 (T.E.: 12–16) | Parciales: 13–27, 27–10, 14–23, 23–17 (T.E.: 12–16)                   | |  |
|                       | Estadísticas Balvín 19 Balvín 8 Sehnal 9 Balvín, Sehnal 21 | Reporte Pts Reb Asts Val                            | Estadísticas 26 Toliopoulos 9 Papagiannis 4 Papagiannis 25 Papapetrou | Pabellón: Enteria Arena Asistencia: 6117 espectadores Árbitros: Paulo Marques Gvidas Gedvilas Fernando Calatrava |  |

| 24 de febrero de 2025 | Gran Bretaña                                                         | 96–75                                 | República Checa                                        | Newcastle upon Tyne                                                                                             |  |
| 19:30                 | Parciales: 23–15, 17–20, 32–18, 24–22                                | Parciales: 23–15, 17–20, 32–18, 24–22 | Parciales: 23–15, 17–20, 32–18, 24–22                  | |  |
|                       | Estadísticas Belo-Osagie 21 tres jugadores 4 Nelson 5 Belo-Osagie 23 | Reporte Pts Reb Asts Val              | Estadísticas 16 Hruban 7 Hustak 6 Krivanek 18 Krivanek | Pabellón: Vertu Motors Arena Asistencia: 2181 espectadores Árbitros: Yohan Rosso Saverio Lanzarini Geert Jacobs |  |

| 24 de febrero de 2025 | Grecia                                                                      | 63–53                                | Países Bajos                                            | Patras |  |
| 21:30                 | Parciales: 18–18, 16–5, 14–16, 15–14                                        | Parciales: 18–18, 16–5, 14–16, 15–14 | Parciales: 18–18, 16–5, 14–16, 15–14                    | |  |
|                       | Estadísticas Larentzakis 14 Zougris 9 Kalaitzakis 4 Larentzakis, Zougris 17 | Reporte Pts Reb Asts Val             | Estadísticas 14 Kraag 8 Kraag 7 van der Vuurst 20 Stolk | Pabellón: Dimitris Tofalos Arena Asistencia: 4050 espectadores Árbitros: Luis Castillo Michał Proc Sinisa Prpa |  |

#### Grupo G
| Pos. | Equipo        | PJ | G | P | GF  | GC  | DG   | Pts | Clasificación                  |  | SRB    | GEO   | FIN   | DEN   |
| ---- | ------------- | -- | - | - | --- | --- | ---- | --- | ------------------------------ |  | ------ | ----- | ----- | ----- |
| 1    | Serbia        | 6  | 6 | 0 | 491 | 376 | +115 | 12  | EuroBasket 2025                |  | —      | 63–54 | 77–61 | 98–51 |
| 2    | Georgia       | 6  | 3 | 3 | 419 | 421 | −2   | 9   | EuroBasket 2025                |  | 63–76  | —     | 81–64 | 62–60 |
| 3    | Finlandia (H) | 6  | 2 | 4 | 475 | 515 | −40  | 8   | EuroBasket 2025 como anfitrión |  | 95–105 | 83–90 | —     | 89–85 |
| 4    | Dinamarca     | 6  | 1 | 5 | 400 | 473 | −73  | 7   |                                |  | 52–72  | 75–69 | 77–83 | —     |

 Fuente: FIBA
Criterios de clasificación: 1) Puntos; 2) Enfrentamientos directos; 3) Diferencia de puntos; 4) Puntos anotados.
Primera ventana
| 23 de febrero de 2024 | Dinamarca                                               | 75–69                                 | Georgia                                                                     | Næstved |  |
| 18:30                 | Parciales: 12–23, 16–14, 22–16, 25–16                   | Parciales: 12–23, 16–14, 22–16, 25–16 | Parciales: 12–23, 16–14, 22–16, 25–16                                       | |  |
|                       | Estadísticas Lundberg 19 Knudsen 6 Lundberg 7 Larsen 18 | Reporte Pts Reb Asts Val              | Estadísticas 27 Shengelia 8 Shermadini 4 Tsintsadze, Thomasson 21 Shengelia | Pabellón: Næstved Arena Asistencia: 2153 espectadores Árbitros: Zafer Yılmaz Yener Yılmaz Juozas Barkauskas |  |

| 23 de febrero de 2024 | Serbia                                                     | 77–61                                 | Finlandia                                                 | Belgrado |  |
| 20:00                 | Parciales: 17–20, 19–14, 22–17, 19–10                      | Parciales: 17–20, 19–14, 22–17, 19–10 | Parciales: 17–20, 19–14, 22–17, 19–10                     | |  |
|                       | Estadísticas Mitrović 19 Mitrović 9 Petrušev 5 Mitrović 22 | Reporte Pts Reb Asts Val              | Estadísticas 11 Jantunen 9 Valtonen 6 Maxhuni 17 Valtonen | Pabellón: Aleksandar Nikolić Hall Asistencia: 8000 espectadores Árbitros: Mārtiņš Kozlovskis Marius Ciulin Dariusz Zapolski |  |

| 26 de febrero de 2024 | Finlandia                                                 | 89–85                                 | Dinamarca                                                    | Espoo |  |
| 18:30                 | Parciales: 23–27, 19–31, 30–14, 17–13                     | Parciales: 23–27, 19–31, 30–14, 17–13 | Parciales: 23–27, 19–31, 30–14, 17–13                        | |  |
|                       | Estadísticas Jantunen 19 Jantunen 7 Maxhuni 6 Jantunen 21 | Reporte Pts Reb Asts Val              | Estadísticas 26 Lundberg 7 Dibba 6 Lundberg, Larsen 23 Dibba | Pabellón: Espoo Metro Arena Asistencia: 5339 espectadores Árbitros: Fernando Calatrava Gintaras Maciulis Blaž Zupančič |  |

| 26 de febrero de 2024 | Georgia                                                          | 63–76                                 | Serbia                                                     | Tiflis                                                                                                   |  |
| 21:00                 | Parciales: 12–21, 19–17, 21–22, 11–16                            | Parciales: 12–21, 19–17, 21–22, 11–16 | Parciales: 12–21, 19–17, 21–22, 11–16                      | |  |
|                       | Estadísticas Shengelia 19 Shermadini 9 Tsintsadze 6 Shengelia 15 | Reporte Pts Reb Asts Val              | Estadísticas 16 Gudurić 8 Petrušev 7 Avramović 21 Petrušev | Pabellón: Arena de Tiflis Asistencia: 9400 espectadores Árbitros: Yohan Rosso Martin Horozov Michał Proc |  |

Segunda ventana
| 21 de noviembre de 2024 | Dinamarca                                                                     | 52–72                                | Serbia                                                             | Copenhague |  |
| 18:00                   | Parciales: 6–29, 13–14, 16–19, 17–10                                          | Parciales: 6–29, 13–14, 16–19, 17–10 | Parciales: 6–29, 13–14, 16–19, 17–10                               | |  |
|                         | Estadísticas Engelhardt 13 Sorensen, Knudsen 5 cuatro jugadores 3 Pedersen 12 | Reporte Pts Reb Asts Val             | Estadísticas 13 Koprivica 6 Ristić 6 Jović, Avramović 20 Koprivica | Pabellón: Farum Arena Asistencia: 2993 espectadores Árbitros: Wojciech Liszka Nicolás Maestre Ilias Kounelles |  |

| 21 de noviembre de 2024 | Finlandia                                                           | 83–90                                 | Georgia                                                                | Espoo |  |
| 18:30                   | Parciales: 25–20, 23–23, 15–19, 20–28                               | Parciales: 25–20, 23–23, 15–19, 20–28 | Parciales: 25–20, 23–23, 15–19, 20–28                                  | |  |
|                         | Estadísticas Nkamhoua 22 Nkamhoua, Madsen 10 Maxhuni 10 Nkamhoua 30 | Reporte Pts Reb Asts Val              | Estadísticas 24 Shengelia 7 Phevadze 5 Shengelia, Baldwin 24 Shengelia | Pabellón: Espoo Metro Arena Asistencia: 4243 espectadores Árbitros: Gvidas Gedvilas Ventsislav Velikov Zdenko Tomašovič |  |

| 24 de noviembre de 2024 | Georgia                                                         | 81–64                                 | Finlandia                                                 | Tiflis |  |
| 19:00                   | Parciales: 17–21, 21–19, 17–13, 26–11                           | Parciales: 17–21, 21–19, 17–13, 26–11 | Parciales: 17–21, 21–19, 17–13, 26–11                     | |  |
|                         | Estadísticas Shengelia 25 Baldwin 9 tres jugadores 6 Baldwin 34 | Reporte Pts Reb Asts Val              | Estadísticas 11 Nkamhoua 7 Valtonen 6 Seppälä 18 Jantunen | Pabellón: Arena de Tiflis Asistencia: 8000 espectadores Árbitros: Gatis Saliņš Geert Jacobs Juozas Barkauskas |  |

| 24 de noviembre de 2024 | Serbia                                                      | 98–51                                 | Dinamarca                                                  | Belgrado |  |
| 20:00                   | Parciales: 25–17, 25–11, 20–11, 28–12                       | Parciales: 25–17, 25–11, 20–11, 28–12 | Parciales: 25–17, 25–11, 20–11, 28–12                      | |  |
|                         | Estadísticas Avramović 18 Dobrić 8 Avramović 8 Avramović 24 | Reporte Pts Reb Asts Val              | Estadísticas 15 Lundberg 6 Lundberg 6 Lundberg 15 Lundberg | Pabellón: Aleksandar Nikolić Hall Asistencia: 6000 espectadores Árbitros: Paulo Marques Mihkel Männiste Orhan Cagri Hekimoğlu |  |

Tercera ventana
| 21 de febrero de 2025 | Georgia                                                                          | 62–60                                | Dinamarca                                      | Tiflis |  |
| 21:00                 | Parciales: 19–21, 18–4, 11–20, 14–15                                             | Parciales: 19–21, 18–4, 11–20, 14–15 | Parciales: 19–21, 18–4, 11–20, 14–15           | |  |
|                       | Estadísticas Shengelia 19 Shengelia 13 Andronikashvili, Shengelia 4 Shengelia 23 | Reporte Pts Reb Asts Val             | Estadísticas 14 Larsen 8 Berg 3 Berg 13 Larsen | Pabellón: Palacio de Deportes de Tiflis Asistencia: 9000 espectadores Árbitros: Luis Castillo Ventsislav Velikov Ilias Kounelles |  |

| 21 de febrero de 2025 | Finlandia                                                           | 95–105                                | Serbia                                                      | Espoo |  |
| 18:30                 | Parciales: 26–24, 31–27, 14–28, 24–26                               | Parciales: 26–24, 31–27, 14–28, 24–26 | Parciales: 26–24, 31–27, 14–28, 24–26                       | |  |
|                       | Estadísticas Jantunen 18 Jantunen 6 Maxhuni 7 Nkamhoua, Jantunen 22 | Reporte Pts Reb Asts Val              | Estadísticas 34 Petrušev 8 Petrušev 9 Avramović 36 Petrušev | Pabellón: Espoo Metro Arena Asistencia: 6146 espectadores Árbitros: Antonio Conde Sergii Zashchuk Dariusz Zapolski |  |

| 24 de febrero de 2025 | Dinamarca                                             | 77–83                                | Finlandia                                               | Copenhague                                                                                                |  |
| 20:00                 | Parciales: 25–24, 22–17, 23–18, 7–24                  | Parciales: 25–24, 22–17, 23–18, 7–24 | Parciales: 25–24, 22–17, 23–18, 7–24                    | |  |
|                       | Estadísticas Larsen 22 Larsen 11 Lundberg 6 Larsen 30 | Reporte Pts Reb Asts Val             | Estadísticas 26 Nkamhoua 8 Nkamhoua 6 Salin 29 Nkamhoua | Pabellón: Farum Arena Asistencia: 2391 espectadores Árbitros: Ariadna Chueca Igor Mitrovski Péter Praksch |  |

| 24 de febrero de 2025 | Serbia                                                             | 63–54                                 | Georgia                                                                          | Belgrado |  |
| 20:00                 | Parciales: 13–17, 14–14, 17–10, 19–13                              | Parciales: 13–17, 14–14, 17–10, 19–13 | Parciales: 13–17, 14–14, 17–10, 19–13                                            | |  |
|                       | Estadísticas Avramović 14 Koprivica, Beslać 5 Jović 6 Avramović 11 | Reporte Pts Reb Asts Val              | Estadísticas 17 Burjanadze 7 Jintcharadze, Phevadze 4 Jintcharadze 14 Burjanadze | Pabellón: Aleksandar Nikolić Hall Asistencia: 7500 espectadores Árbitros: Gatis Saliņš Ofer Manheim Valentin Oliot |  |

#### Grupo H
| Pos. | Equipo              | PJ | G | P | GF  | GC  | DG  | Pts | Clasificación                  |  | LTU   | EST   | MKD   | POL   |
| ---- | ------------------- | -- | - | - | --- | --- | --- | --- | ------------------------------ |  | ----- | ----- | ----- | ----- |
| 1    | Lituania            | 6  | 5 | 1 | 482 | 391 | +91 | 11  | EuroBasket 2025                |  | —     | 82–75 | 94–72 | 83–64 |
| 2    | Estonia             | 6  | 4 | 2 | 466 | 441 | +25 | 10  | EuroBasket 2025                |  | 65–59 | —     | 84–65 | 86–88 |
| 3    | Macedonia del Norte | 6  | 2 | 4 | 457 | 479 | −22 | 8   |                                |  | 67–82 | 69–74 | —     | 88–74 |
| 4    | Polonia (H)         | 6  | 1 | 5 | 423 | 517 | −94 | 7   | EuroBasket 2025 como anfitrión |  | 48–82 | 78–82 | 71–96 | —     |

 Fuente: FIBA
Criterios de clasificación: 1) Puntos; 2) Enfrentamientos directos; 3) Diferencia de puntos; 4) Puntos anotados.
Primera ventana
| 22 de febrero de 2024 | Lituania                                                         | 83–64                                 | Polonia                                                          | Vilnius |  |
| 19:30                 | Parciales: 16–19, 19–11, 27–19, 21–15                            | Parciales: 16–19, 19–11, 27–19, 21–15 | Parciales: 16–19, 19–11, 27–19, 21–15                            | |  |
|                       | Estadísticas Olisevičius 20 Maldūnas 8 Ulanovas 5 Olisevičius 18 | Reporte Pts Reb Asts Val              | Estadísticas 26 Sokołowski 8 Balcerowski 6 Ponitka 23 Sokołowski | Pabellón: Twinsbet Arena Asistencia: 5682 espectadores Árbitros: Manuel Mazzoni Radomir Vojinović Josip Jurčević |  |

| 23 de febrero de 2024 | Macedonia del Norte                                               | 69–74                                 | Estonia                                                       | Skopie                                                                                                   |  |
| 19:00                 | Parciales: 20–19, 23–17, 10–21, 16–17                             | Parciales: 20–19, 23–17, 10–21, 16–17 | Parciales: 20–19, 23–17, 10–21, 16–17                         | |  |
|                       | Estadísticas Dimitrijević 25 Happ 10 Dimitrijević, Happ 3 Happ 30 | Reporte Pts Reb Asts Val              | Estadísticas 16 Vene, Kotsar 6 Rosenthal 5 Jõesaar 17 Jõesaar | Pabellón: SRC Kale Asistencia: 2000 espectadores Árbitros: Kerem Baki Ventsislav Velikov Orhan Hekimoğlu |  |

| 26 de febrero de 2024 | Polonia                                                 | 71–96                                 | Macedonia del Norte                                                  | Sosnowiec |  |
| 18:00                 | Parciales: 16–25, 22–22, 12–22, 21–27                   | Parciales: 16–25, 22–22, 12–22, 21–27 | Parciales: 16–25, 22–22, 12–22, 21–27                                | |  |
|                       | Estadísticas Michalak 20 Michalak 9 Pluta 4 Michalak 27 | Reporte Pts Reb Asts Val              | Estadísticas 32 Dimitrijević 10 Mekić 8 Dimitrijević 33 Dimitrijević | Pabellón: ArcelorMittal Park Asistencia: 2894 espectadores Árbitros: Mārtiņš Kozlovskis Gatis Saliņš Zafer Yılmaz |  |

| 26 de febrero de 2024 | Estonia                                                 | 65–59                               | Lituania                                                               | Tallin |  |
| 19:00                 | Parciales: 17–18, 24–19, 9–13, 15–9                     | Parciales: 17–18, 24–19, 9–13, 15–9 | Parciales: 17–18, 24–19, 9–13, 15–9                                    | |  |
|                       | Estadísticas Jõesaar 18 Kotsar 13 Kullamäe 9 Jõesaar 23 | Reporte Pts Reb Asts Val            | Estadísticas 16 Ulanovas 7 Tubelis 3 Tubelis, Dimša 15 Dimša, Ulanovas | Pabellón: Unibet Arena Asistencia: 6471 espectadores Árbitros: Sergii Zashchuk Franko Gracin Ivor Matějek |  |

Segunda ventana
| 21 de noviembre de 2024 | Macedonia del Norte                                               | 67–82                                | Lituania                                                           | Skopie                                                                                                |  |
| 18:00                   | Parciales: 9–23, 18–21, 16–20, 24–18                              | Parciales: 9–23, 18–21, 16–20, 24–18 | Parciales: 9–23, 18–21, 16–20, 24–18                               | |  |
|                         | Estadísticas Nikolov 18 Maslinko 8 Nikolov 6 Nikolov, Maslinko 15 | Reporte Pts Reb Asts Val             | Estadísticas 18 Echodas 6 Tubelis 5 Žemaitis 20 Normantas, Echodas | Pabellón: SRC Kale Asistencia: 2500 espectadores Árbitros: Manuel Mazzoni Martin Horozov Geert Jacobs |  |

| 21 de noviembre de 2024 | Polonia                                                           | 78–82                                 | Estonia                                                 | Włocławek |  |
| 18:00                   | Parciales: 18–19, 22–19, 13–19, 25–25                             | Parciales: 18–19, 22–19, 13–19, 25–25 | Parciales: 18–19, 22–19, 13–19, 25–25                   | |  |
|                         | Estadísticas Ponitka 23 Balcerowski 9 Sokołowski 7 Balcerowski 21 | Reporte Pts Reb Asts Val              | Estadísticas 19 Tass 6 Kullamäe 11 Kullamäe 21 Kullamäe | Pabellón: Hala Mistrzów Asistencia: 3435 espectadores Árbitros: Paulo Marques Aleksandar Glišić Viola Györgyi |  |

| 24 de noviembre de 2024 | Estonia                                             | 86–88                                 | Polonia                                                 | Tallin |  |
| 18:00                   | Parciales: 25–22, 17–18, 21–22, 23–26               | Parciales: 25–22, 17–18, 21–22, 23–26 | Parciales: 25–22, 17–18, 21–22, 23–26                   | |  |
|                         | Estadísticas Kullamäe 21 Tass 12 Kullamäe 6 Tass 25 | Reporte Pts Reb Asts Val              | Estadísticas 29 Michalak 8 Ponitka 3 Ponitka 33 Ponitka | Pabellón: Unibet Arena Asistencia: 6679 espectadores Árbitros: Martin Horozov Sergii Zashchuk Ilias Kounelles |  |

| 24 de noviembre de 2024 | Lituania                                                             | 94–72                                 | Macedonia del Norte                                                        | Klaipėda |  |
| 19:30                   | Parciales: 23–27, 20–19, 21–16, 30–10                                | Parciales: 23–27, 20–19, 21–16, 30–10 | Parciales: 23–27, 20–19, 21–16, 30–10                                      | |  |
|                         | Estadísticas Radzevičius 18 Radzevičius 11 Žemaitis 9 Radzevičius 24 | Reporte Pts Reb Asts Val              | Estadísticas 43 Dimitrijević 4 Dimitrijević 6 Dimitrijević 40 Dimitrijević | Pabellón: Švyturio Arena Asistencia: 4889 espectadores Árbitros: Mārtiņš Kozlovskis Nicolás Maestre Carsten Straube |  |

Tercera ventana
| 21 de febrero de 2025 | Estonia                                                        | 84–65                                 | Macedonia del Norte                                  | Tallinn |  |
| 19:00                 | Parciales: 22–17, 16–22, 20–11, 26–15                          | Parciales: 22–17, 16–22, 20–11, 26–15 | Parciales: 22–17, 16–22, 20–11, 26–15                | |  |
|                       | Estadísticas Kotsar 16 Kotsar, Kullamäe 9 Kullamäe 9 Kotsar 23 | Reporte Pts Reb Asts Val              | Estadísticas 21 Shorts 7 Maslinko 6 Shorts 25 Shorts | Pabellón: Unibet Arena Asistencia: 6774 espectadores Árbitros: Yener Yılmaz Zdenko Tomasovic Valentin Oliot |  |

| 21 de febrero de 2025 | Polonia                                                        | 48–82                                | Lituania                                                  | Katowice                                                                                                   |  |
| 18:00                 | Parciales: 18–15, 14–22, 10–25, 6–20                           | Parciales: 18–15, 14–22, 10–25, 6–20 | Parciales: 18–15, 14–22, 10–25, 6–20                      | |  |
|                       | Estadísticas Kolenda 9 Petrasek 8 tres jugadores 2 Petrasek 17 | Reporte Pts Reb Asts Val             | Estadísticas 18 Bendžius 6 Bendžius 8 Velička 21 Bendžius | Pabellón: Spodek Asistencia: 5683 espectadores Árbitros: Ariadna Chueca Zafer Yılmaz Orhan Çağrı Hekimoğlu |  |

| 24 de febrero de 2025 | Macedonia del Norte                                                   | 88–74                                 | Polonia                                                             | Skopje                                                                                                  |  |
| 18:30                 | Parciales: 26–19, 19–20, 22–16, 21–19                                 | Parciales: 26–19, 19–20, 22–16, 21–19 | Parciales: 26–19, 19–20, 22–16, 21–19                               | |  |
|                       | Estadísticas Shorts 23 Maslinko, Zekjiri 7 Dimitrijević 7 Maslinko 29 | Reporte Pts Reb Asts Val              | Estadísticas 13 tres jugadores 6 Pluta 4 Pluta, Sokołowski 17 Pluta | Pabellón: SRC Kale Asistencia: 2300 espectadores Árbitros: Manuel Mazzoni Fernando Calatrava Can Mavisu |  |

| 24 de febrero de 2025 | Lituania                                                                     | 82–75                                | Estonia                                                 | Klaipėda |  |
| 19:30                 | Parciales: 28–19, 32–24, 7–21, 15–11                                         | Parciales: 28–19, 32–24, 7–21, 15–11 | Parciales: 28–19, 32–24, 7–21, 15–11                    | |  |
|                       | Estadísticas Radzevičius 19 Radzevičius 8 Velička, Žemaitis 6 Radzevičius 21 | Reporte Pts Reb Asts Val             | Estadísticas 16 Kotsar 8 Konontšuk 6 Kullamäe 21 Kotsar | Pabellón: Švyturio Arena Asistencia: 3919 espectadores Árbitros: Ademir Zurapovic Sergii Zashchuk Cecília Montgomery-Tóth |  |

## Equipos clasificados
| Equipo               | Método de clasificación | Fecha de clasificación   | Apariciones | Última | Mejor resultado              |
| -------------------- | ----------------------- | ------------------------ | ----------- | ------ | ---------------------------- |
| Chipre               | Países anfitriones      | 29 de marzo de 2022      | 0           | —      | —                            |
| Finlandia            | Países anfitriones      | 29 de marzo de 2022      | 17          | 2022   | 6º lugar (1967)              |
| Letonia              | Países anfitriones      | 29 de marzo de 2022      | 14          | 2017   | (1935)                       |
| Polonia              | Países anfitriones      | 17 de septiembre de 2022 | 29          | 2022   | 4º lugar (2022)              |
| Serbia               | Top 2 del Grupo G       | 24 de noviembre de 2024  | 7           | 2022   | (1995, 1997, 2001)           |
| Lituania             | Top 2 del Grupo H       | 24 de noviembre de 2024  | 15          | 2022   | (1937, 1939, 2003)           |
| Eslovenia            | Top 3 del Grupo A       | 25 de noviembre de 2024  | 14          | 2022   | (2017)                       |
| Israel               | Top 3 del Grupo A       | 25 de noviembre de 2024  | 30          | 2022   | (1979)                       |
| Turquía              | Top 3 del Grupo B       | 25 de noviembre de 2024  | 25          | 2022   | (2001)                       |
| Italia               | Top 3 del Grupo B       | 25 de noviembre de 2024  | 38          | 2022   | (1983, 1999)                 |
| España               | Top 3 del Grupo C       | 25 de noviembre de 2024  | 32          | 2022   | (2009, 2011, 2015, 2022)     |
| Bélgica              | Top 3 del Grupo C       | 20 de febrero de 2025    | 18          | 2022   | 4º lugar (1947)              |
| Grecia               | Top 3 del Grupo F       | 21 de febrero de 2025    | 28          | 2022   | (1987, 2005)                 |
| Georgia              | Top 2 del Grupo G       | 21 de febrero de 2025    | 5           | 2022   | 11º lugar (2011)             |
| Estonia              | Top 2 del Grupo H       | 21 de febrero de 2025    | 6           | 2022   | 5º lugar (1937, 1939)        |
| Gran Bretaña         | Top 3 del Grupo F       | 21 de febrero de 2025    | 5           | 2022   | 13º lugar (2009, 2011, 2013) |
| República Checa      | Top 3 del Grupo F       | 21 de febrero de 2025    | 6           | 2022   | 7º lugar (2015)              |
| Francia              | Top 2 del Grupo E       | 21 de febrero de 2025    | 39          | 2022   | (2013)                       |
| Bosnia y Herzegovina | Top 2 del Grupo E       | 21 de febrero de 2025    | 10          | 2022   | 8º lugar (1993)              |
| Portugal             | Top 3 del Grupo A       | 21 de febrero de 2025    | 3           | 2011   | 9º lugar (2007)              |
| Alemania             | Top 3 del Grupo D       | 23 de febrero de 2025    | 25          | 2022   | (1993)                       |
| Montenegro           | Top 3 del Grupo D       | 23 de febrero de 2025    | 4           | 2022   | 13º lugar (2017, 2022)       |
| Suecia               | Top 3 del Grupo D       | 23 de febrero de 2025    | 10          | 2013   | 11º lugar (1995)             |
| Islandia             | Top 3 del Grupo B       | 23 de febrero de 2025    | 2           | 2015   | 24º lugar (2015, 2017)       |